# Biserica de lemn din Botiza

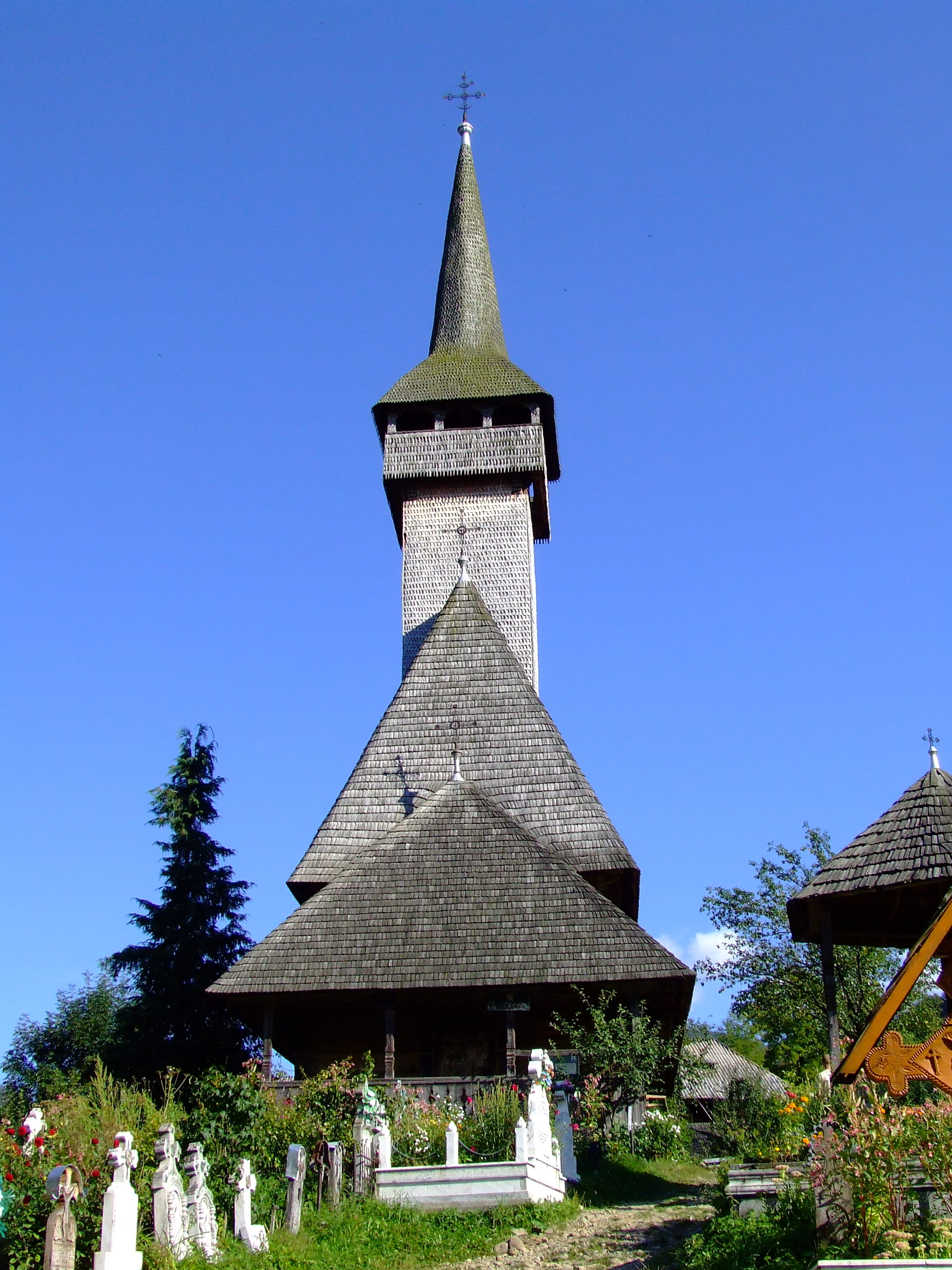
Biserica de lemn din Botiza, 2008

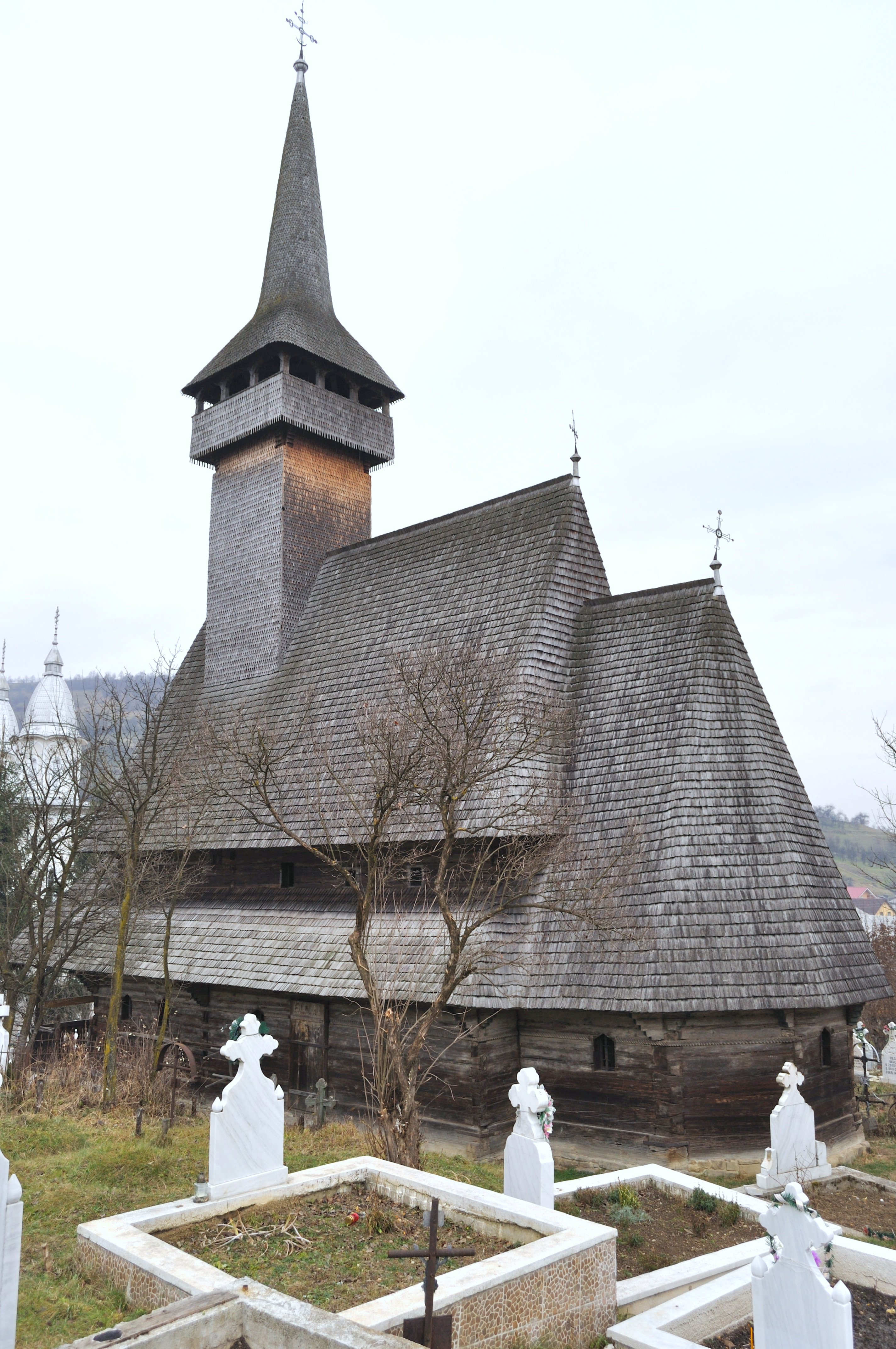
Biserica de lemn „Cuvioasa Paraschiva” din Botiza, județul Maramureș, foto: decembrie, 2010.

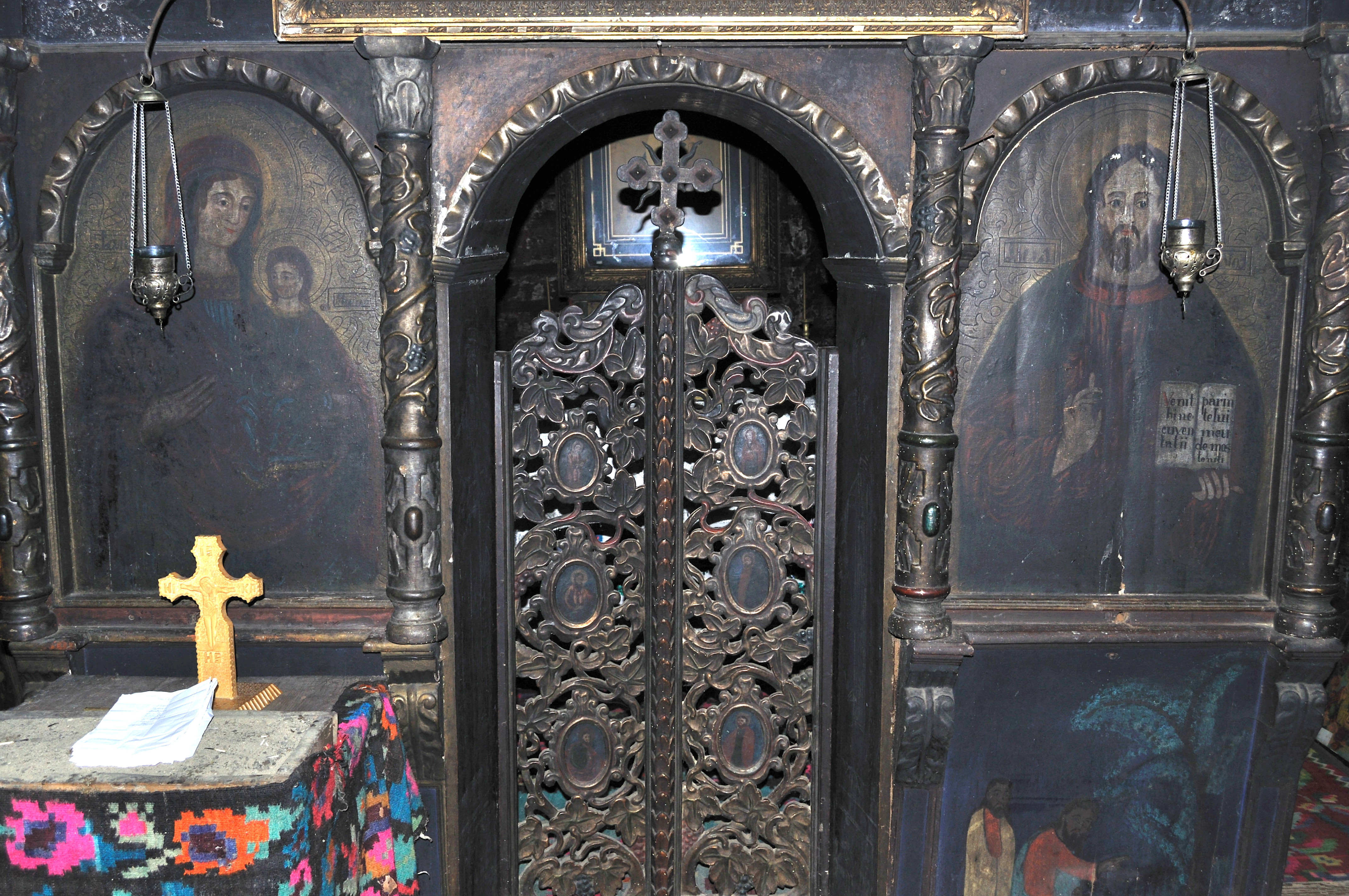
Uși și icoane împărătești

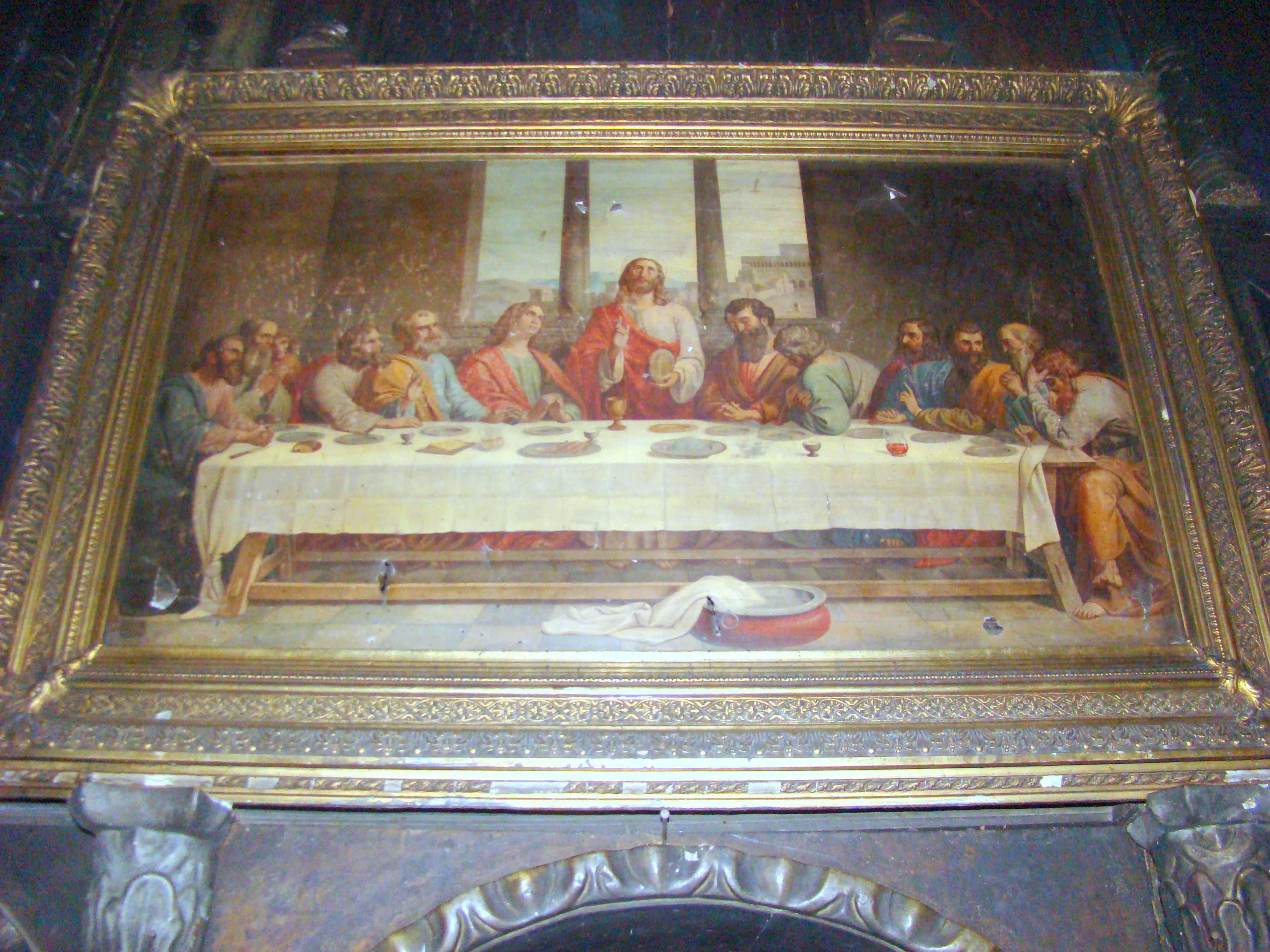
Cina cea de taină

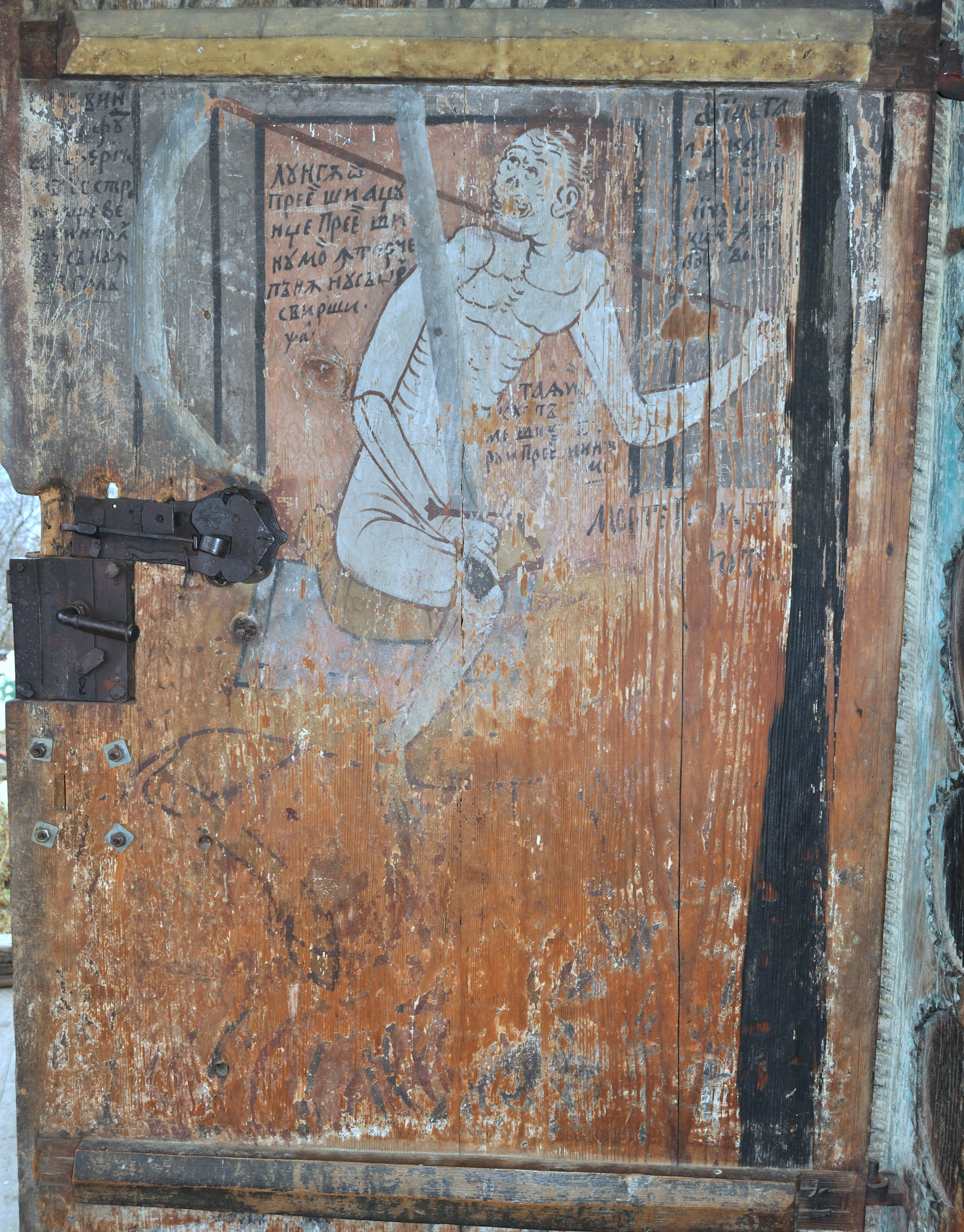
Moartea cu coasa în mână, pictată pe spatele ușii de la intrare

Biserica de lemn din Botiza, județul Maramureș, a fost construită în 1699 în Vișeul de Jos la comanda nobilului Ștefan Pop. Biserica a fost transferată în 1899 în Botiza unde a înlocuit o veche biserică de lemn de la sfârșitul secolului 16. Este un vechi lăcaș de cult greco-catolic (vezi, Șematism Maramureș 1936 retipărit in 2011, sursa: Episcopia Greco-Catolică de Maramureș) care are hramul Sfintei Paraschiva și figurează pe lista monumentelor istorice, cod LMI MM-II-m-A-04528.

## Istoric și trăsături
Vechea biserică de lemn din Botiza, care nu trebuie confundată cu cea de astăzi, a fost demolată acum un secol și donată ca material de construcție la ridicarea școlii confesionale din Hoteni. În urma demolării fostei școli, în 1997, s-a creat posibilitatea de a cerceta materialul demontat și a scoate la lumină, datele acelei biserici necunoscute. 
Au fost studiate și documentate câteva bârne, iar din trei dintre ele au fost luate probe pentru datări dendrocronologice. Datele noi obținute completează și corectează descrierile bisericii păstrate în trei documente din secolul XIX. 
În urma identificării amplasamentului în vechea construcție a câtorva bârne și cu ajutorul datelor din documente este propusă o reconstituire a planului și elevației bisericii. De asemenea se poate stabili tipul de cheotoare folosit și se pot urmări o serie de rafinamente de tehnică de lucru și elemente de decor ale meșterilor lemnari. 
Rezultatele dendrocronologice preliminarii datează biserica veche din Botiza din ultima decadă a secolului XVI. Prin urmare, reconstituirea parțială a acestei biserici completează materialul sărac, însă prețios, rămas din secolul XVI, anterior celor mai vechi biserici de lemn păstrate în satele din Maramureș. 
La sfârșitul secolului al XIX-lea vechea biserică de lemn din Botiza a fost înlocuită cu actuala biserică, adusă din Vișeu de Jos. Aceasta a fost construită în 1699. Naosul și pronaosul au un plan dreptunghiular, absida altarului este decroșată, de formă poligonală, iar în partea de vest se află un pridvor deschis, mai larg ca de obicei. Acoperișul are poală dublă, streașina interioară fiind continuă de jur împrejurul monumentului. Turnul-clopotniță, cu foișor și coif prelung, se află deasupra pronaosului. 
În exterior sunt de remarcat: tocul ușii de la intrare, unde se regăsesc decorațiile porților maramureșene, și funia împletită, sculptată, care înconjoară biserica. În 1899, după mutare, biserica a fost renovată și pictată de Dionisie Iuga și fiica sa Aurelia, zugravi din Nicula. Pictura constă în mare parte din motive florale. Pictura iconostasului este mai veche decât cea murală. 
Pe spatele ușii de la intrare există o pictură reprezentând moartea cu coasa, alături de câteva inscripții moralizatoare (autorul picturii este necunoscut).

## Imagini din interior

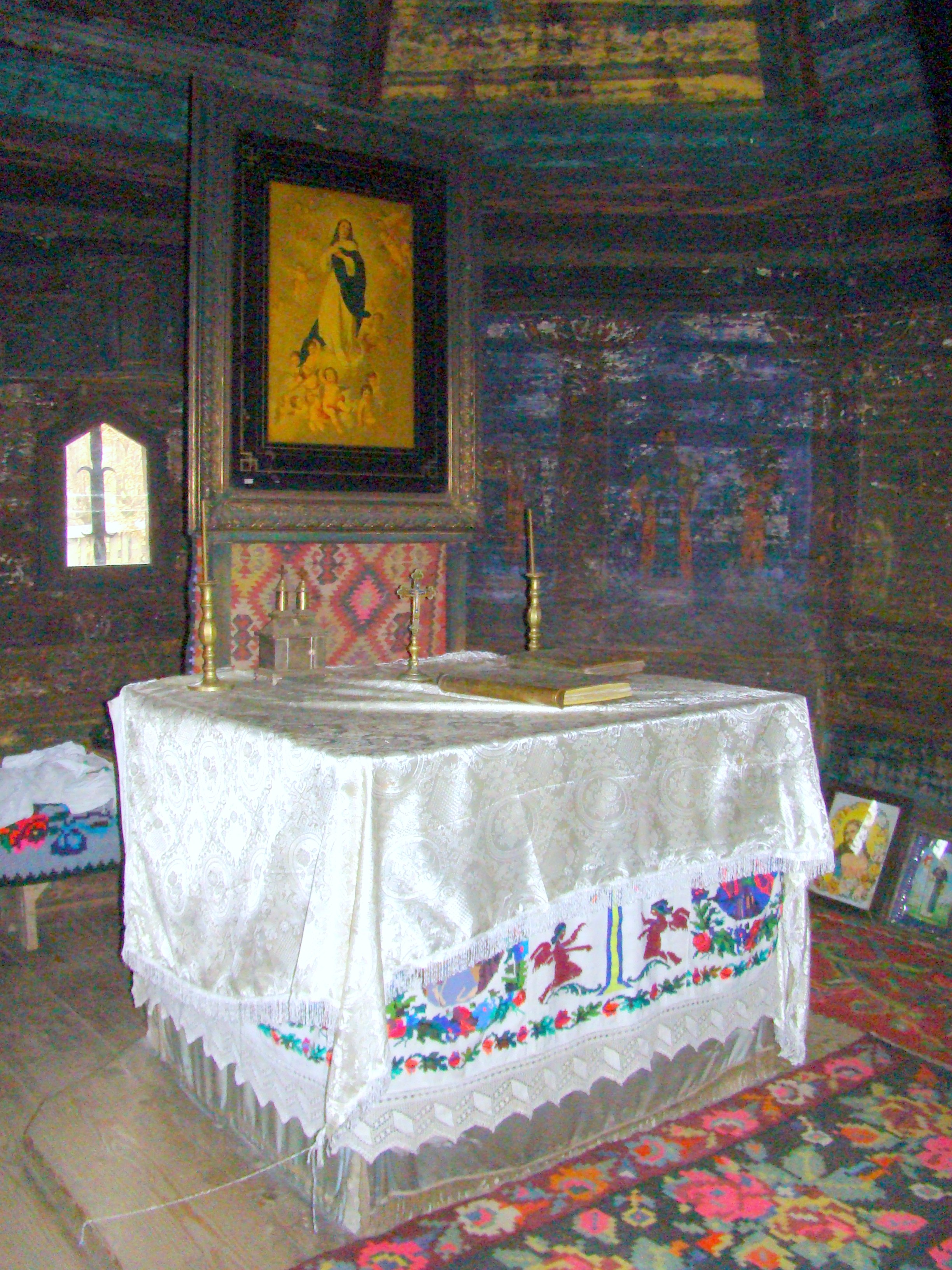
Masa altarului
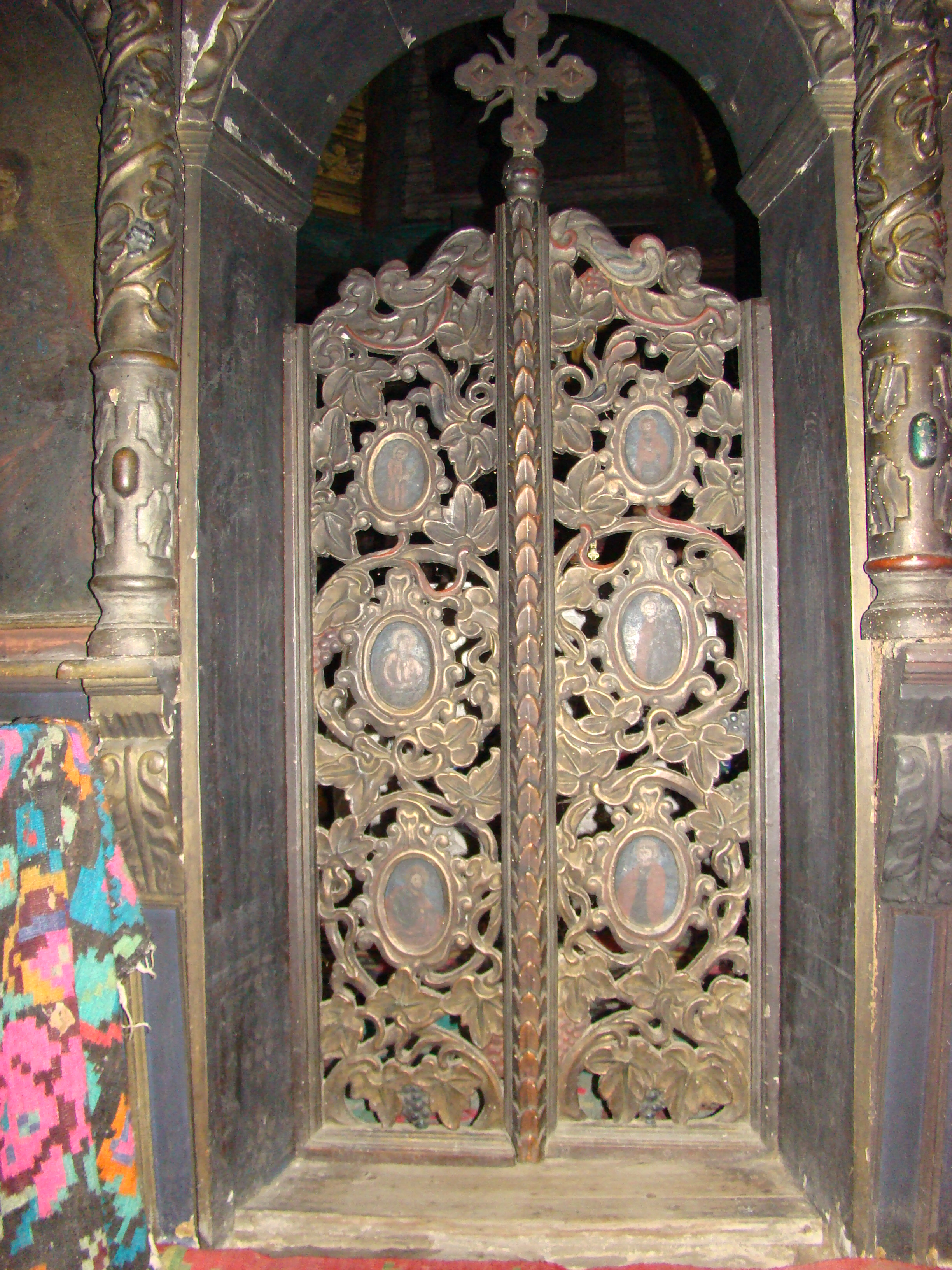
Ușile împărătești
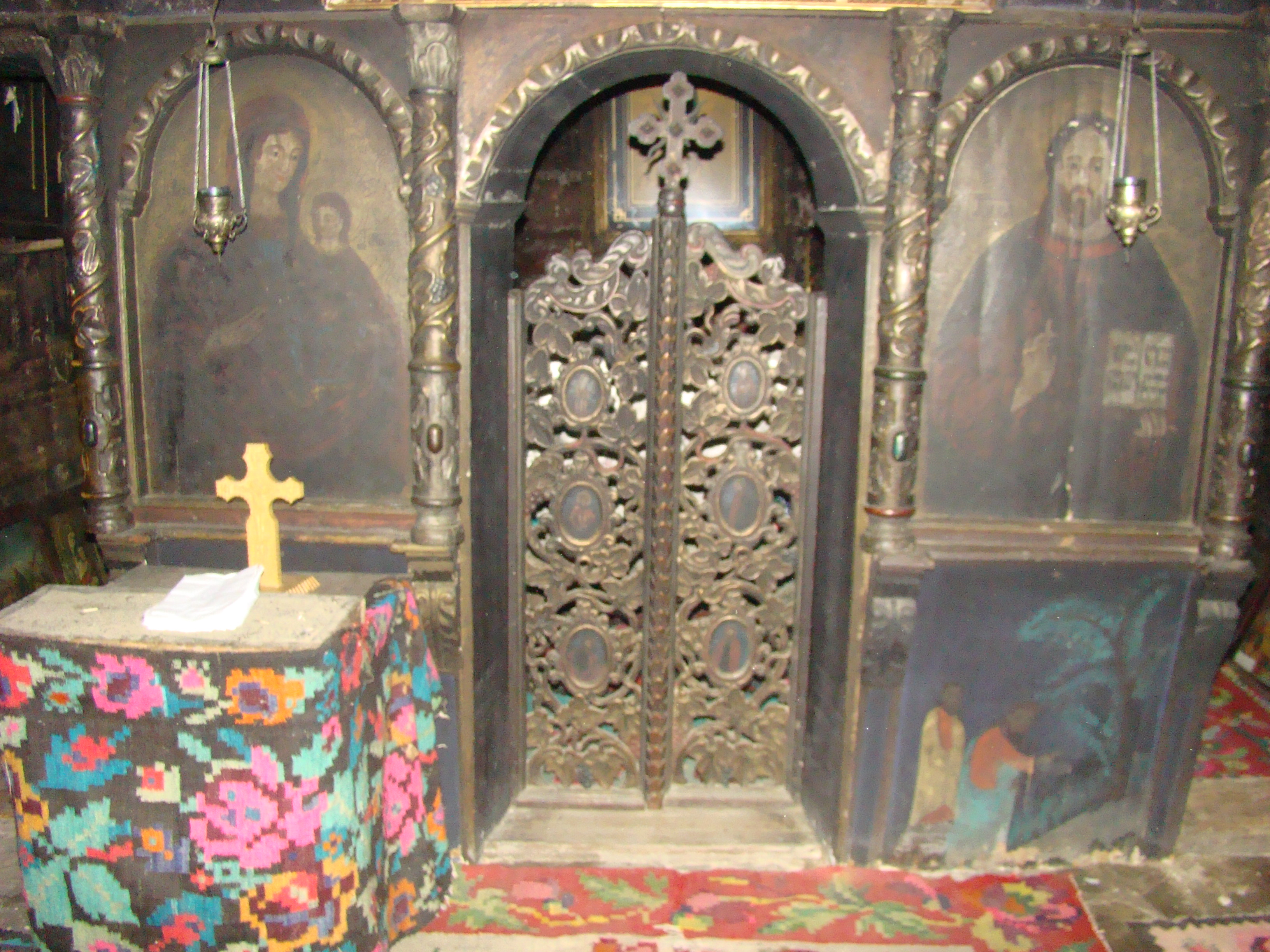
Uși și icoane împărătești
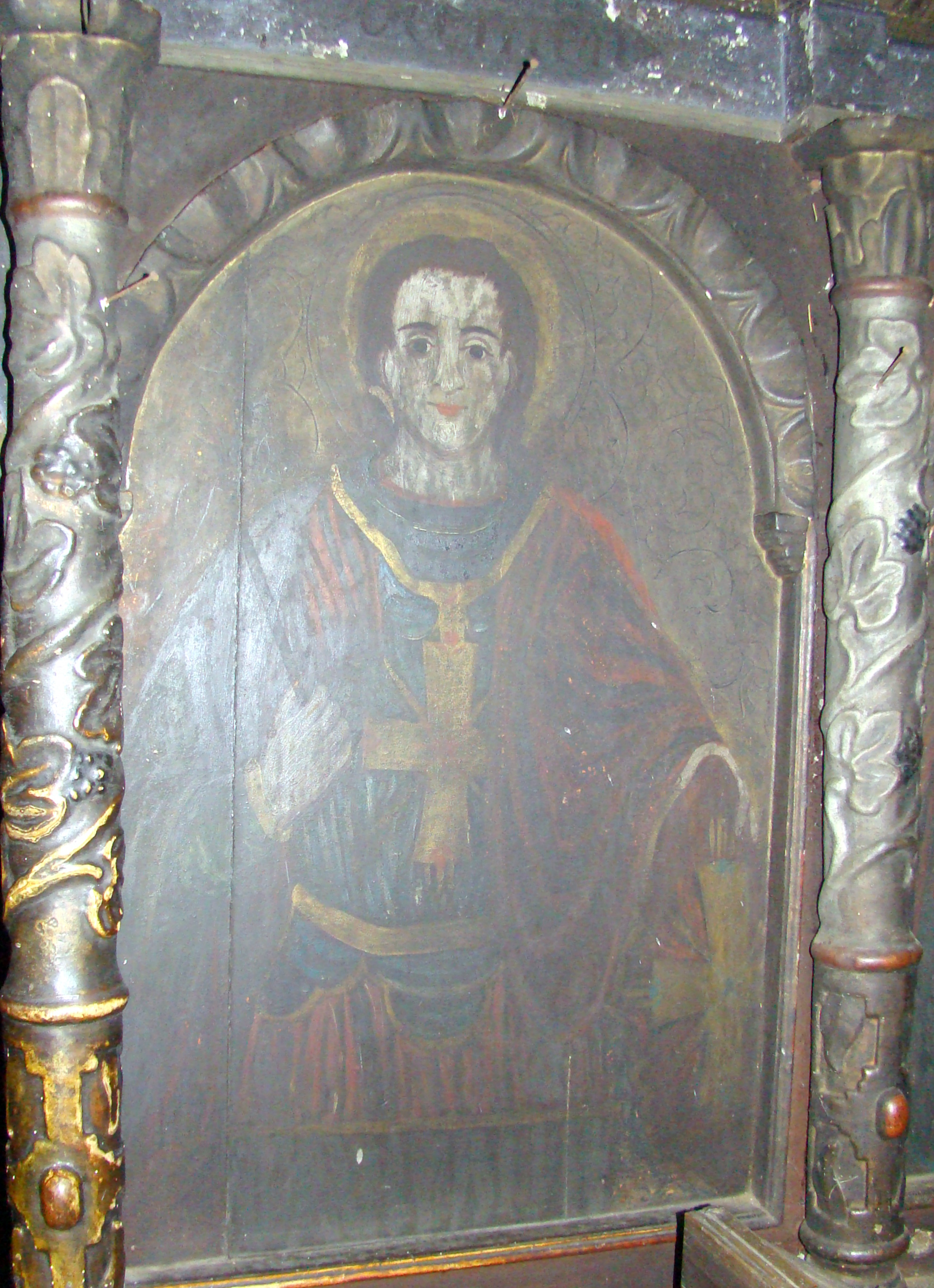
Icoana de hram „Cuvioasa Paraschiva”
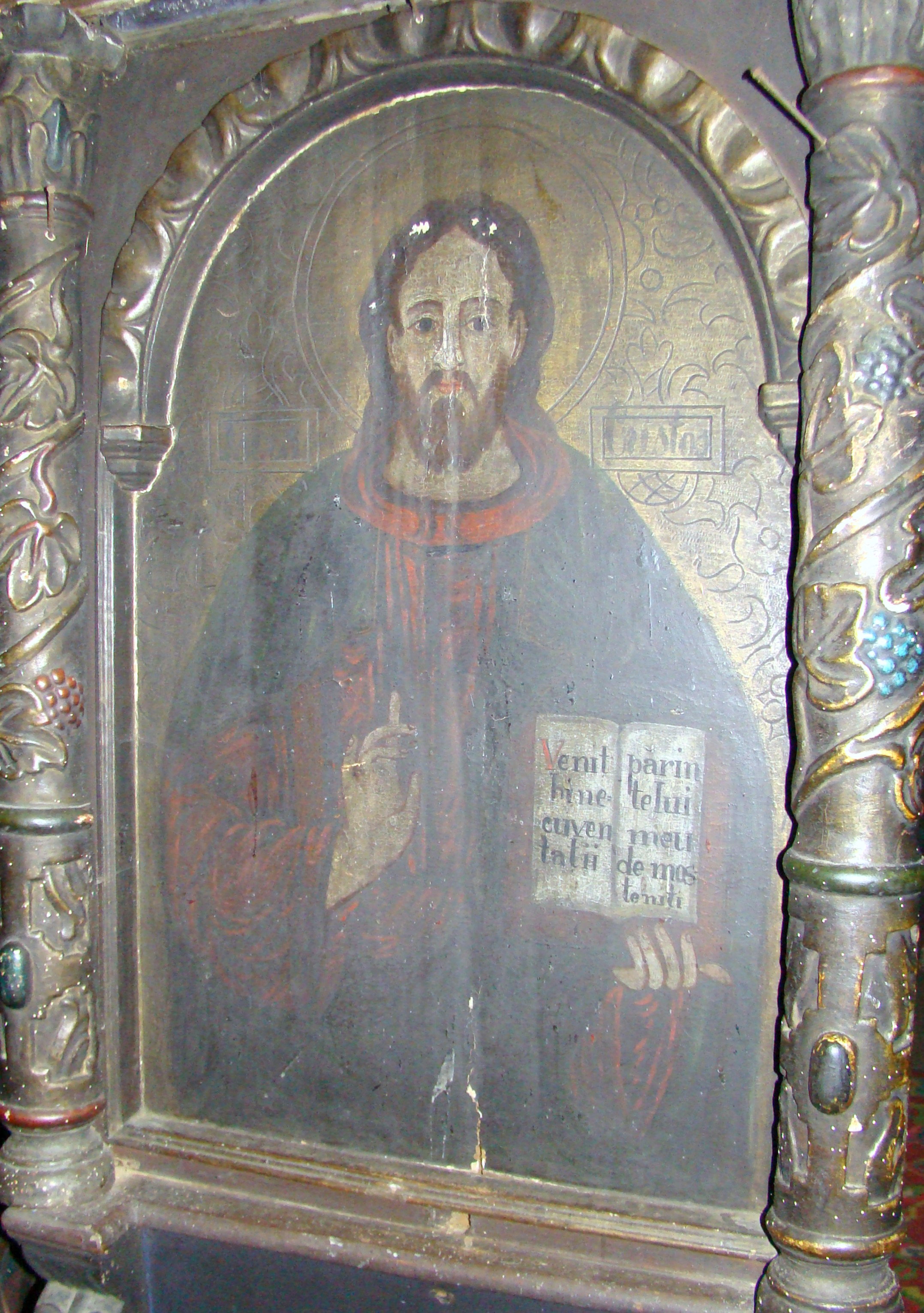
Icoana Mântuitorului
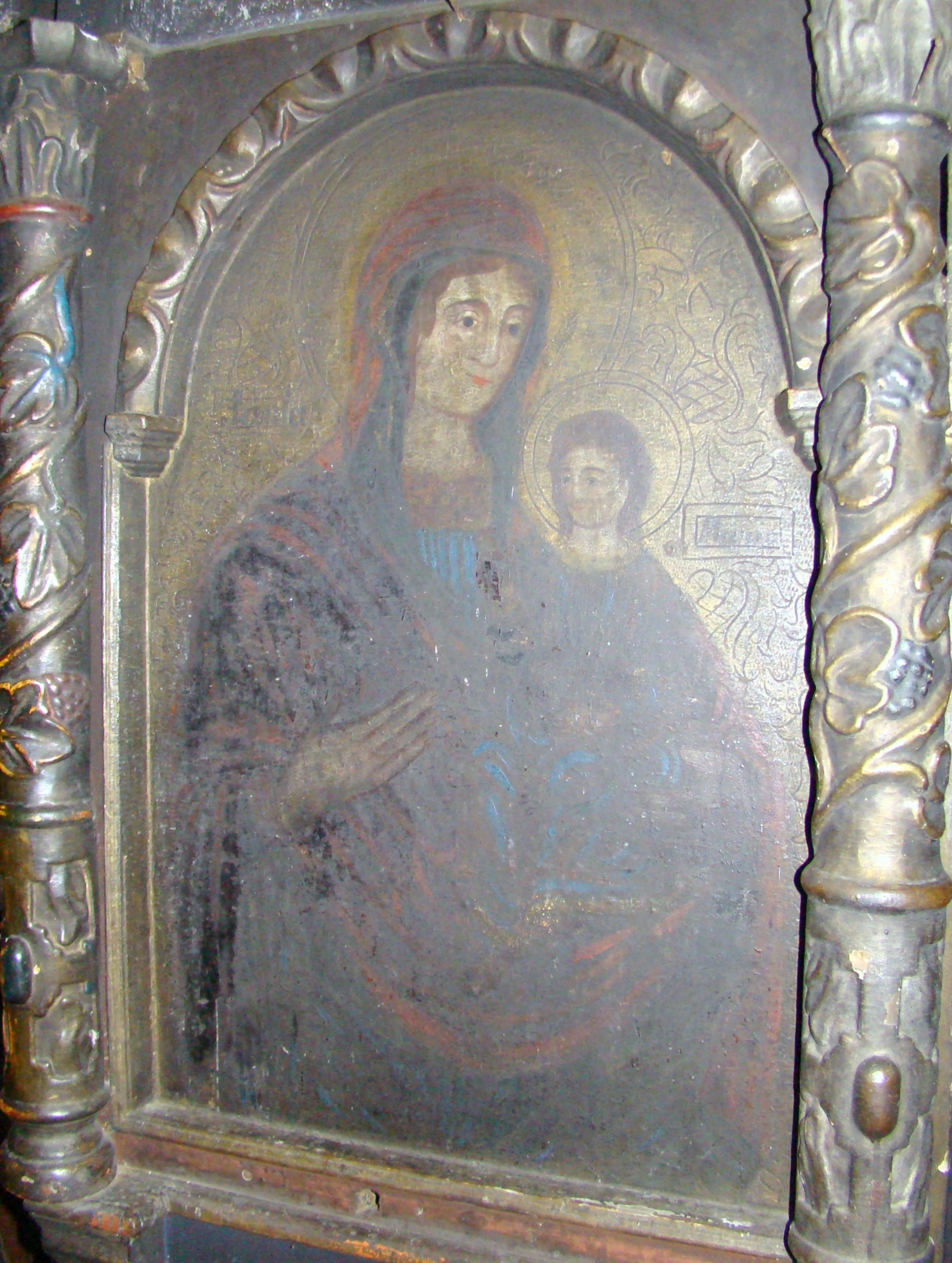
Maica Domnului cu Pruncul
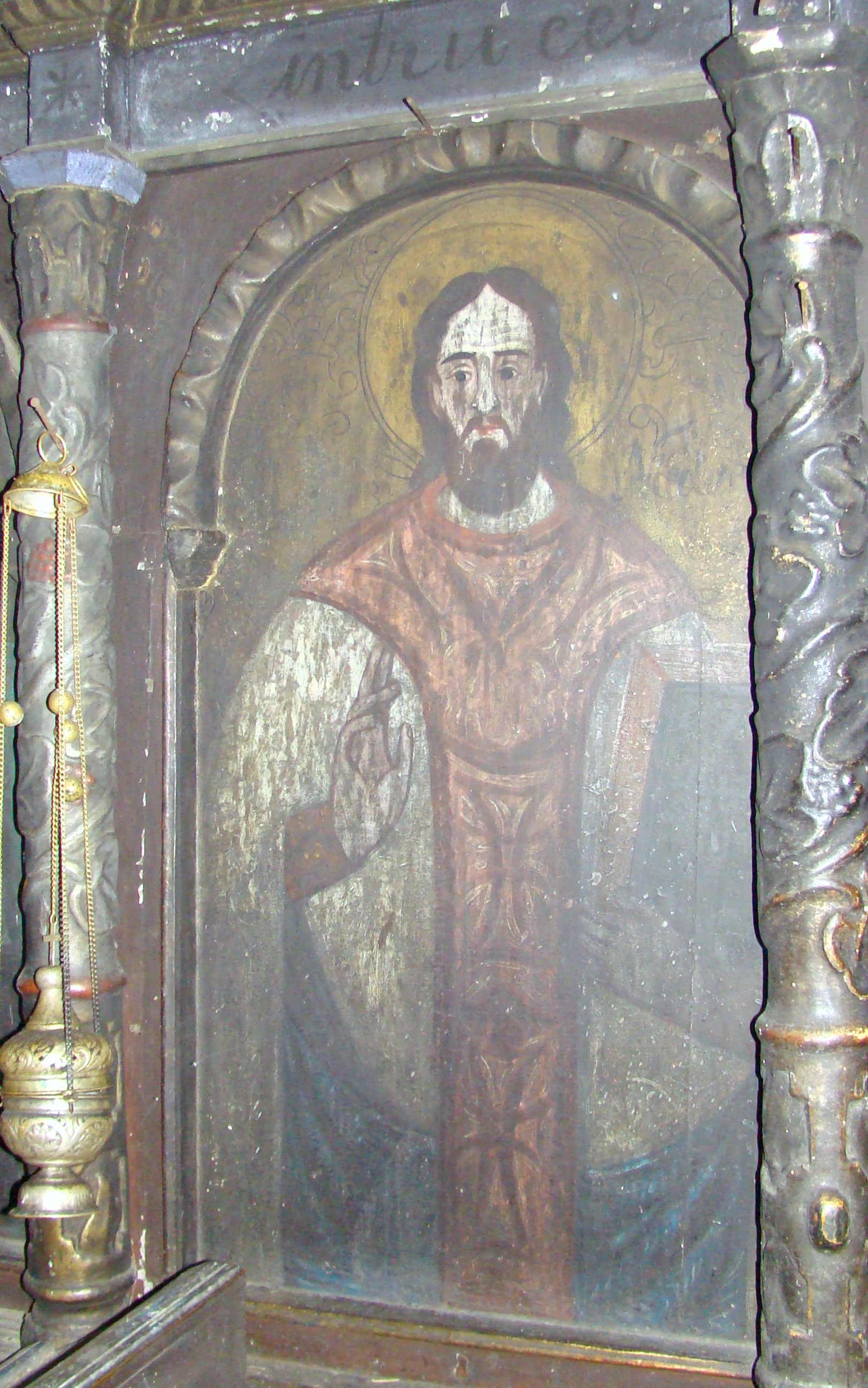
Sfântul Ioan Botezătorul
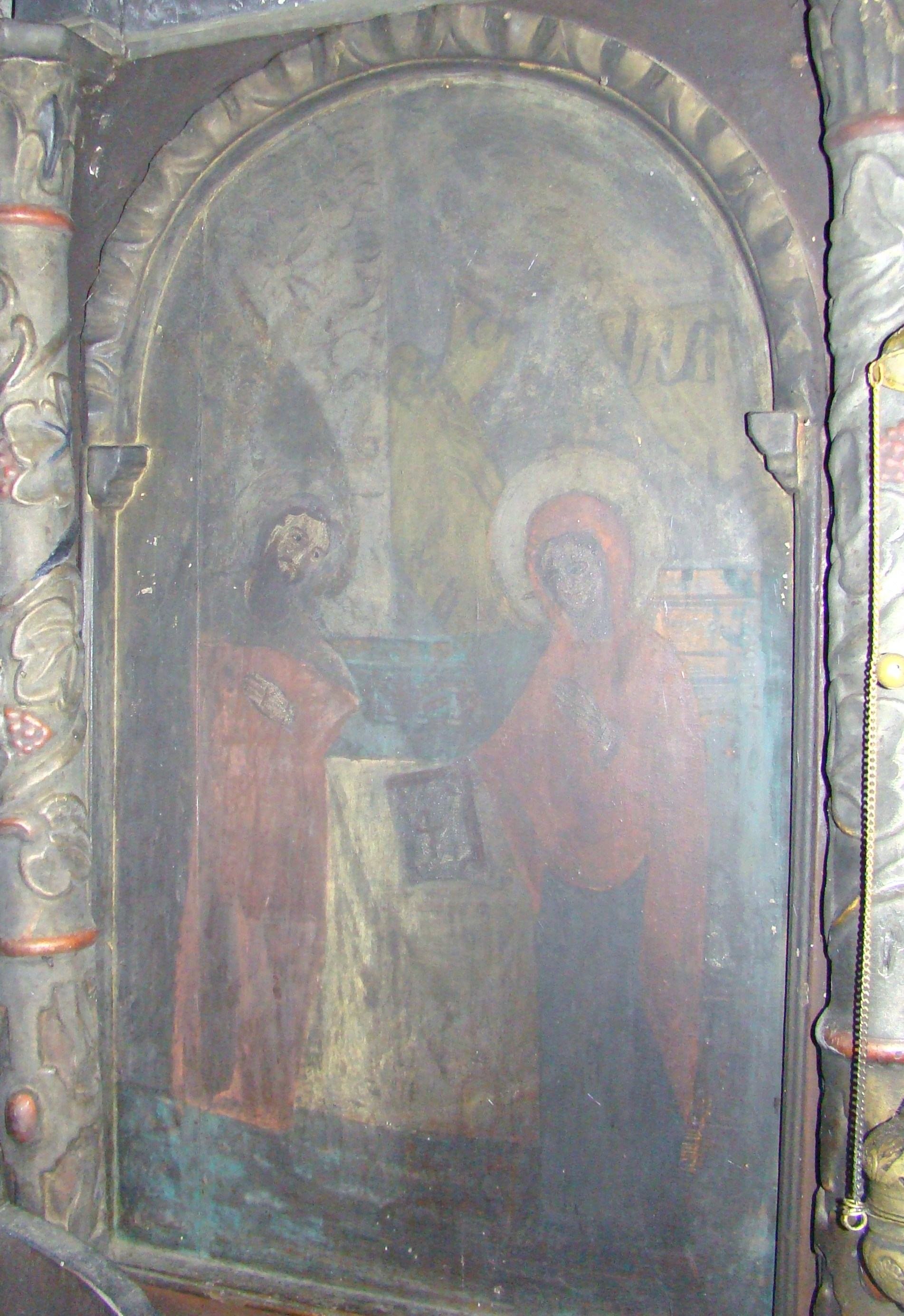
Buna Vestire
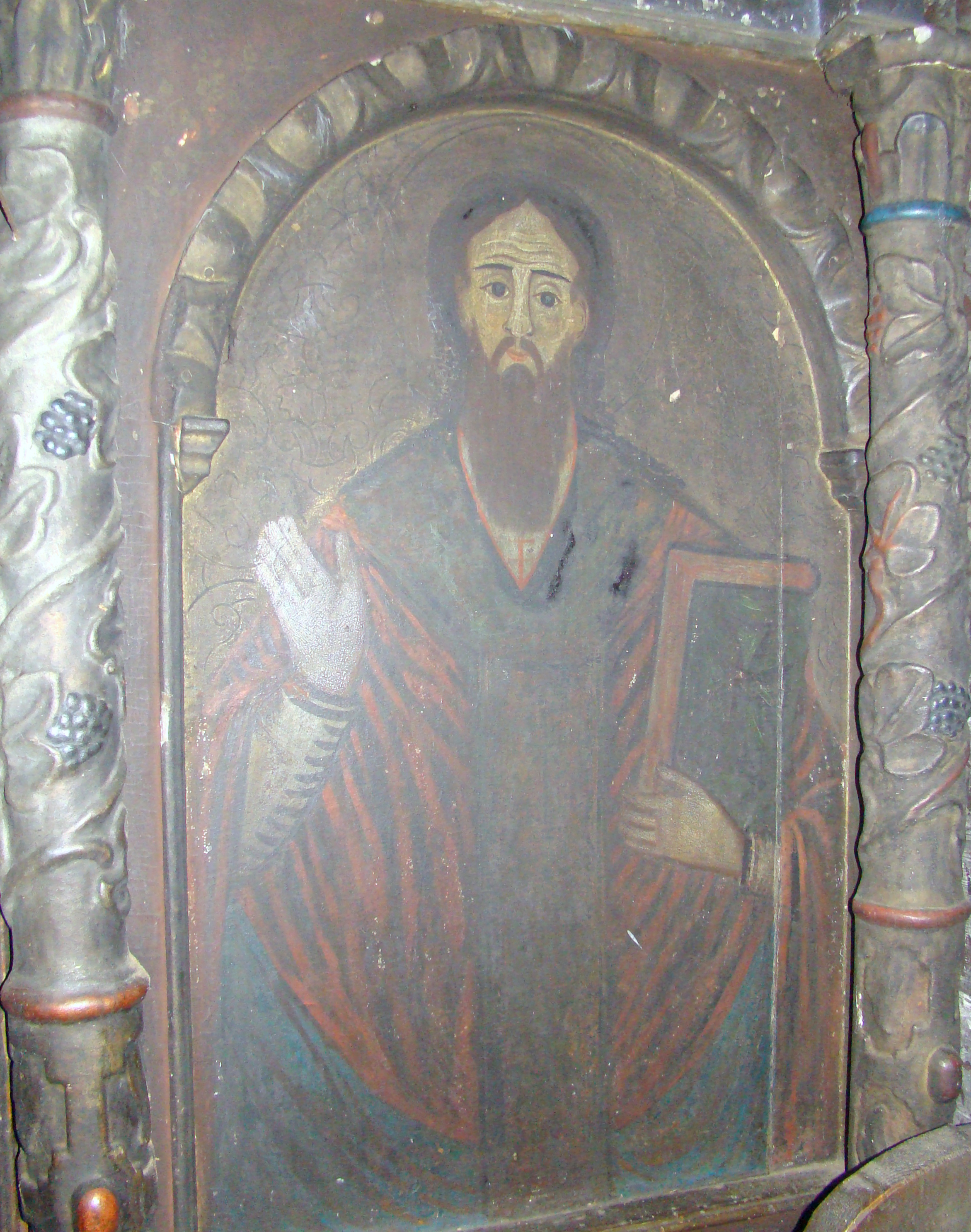
Sfântul Nicolae
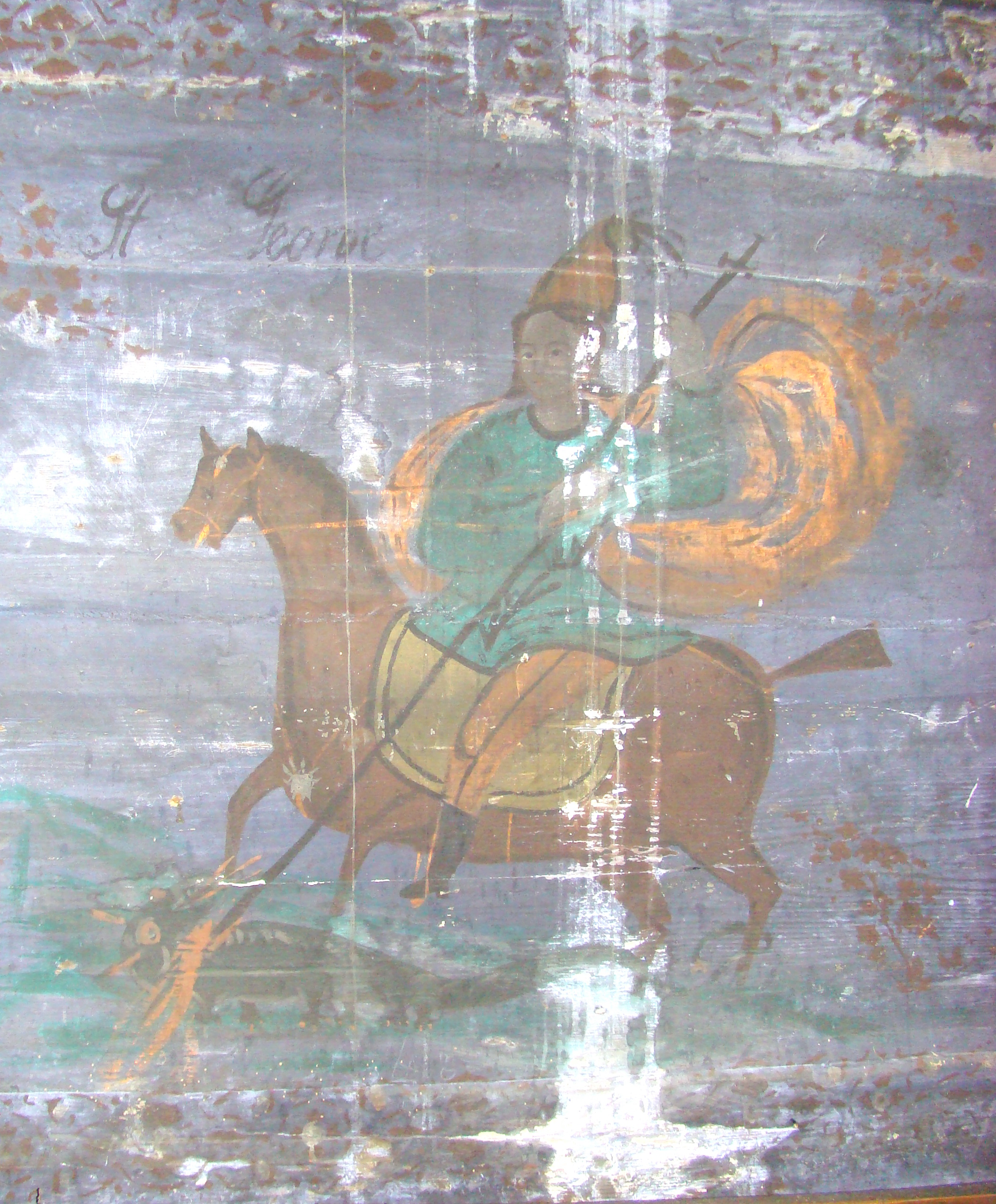
Sfântul Gheorghe
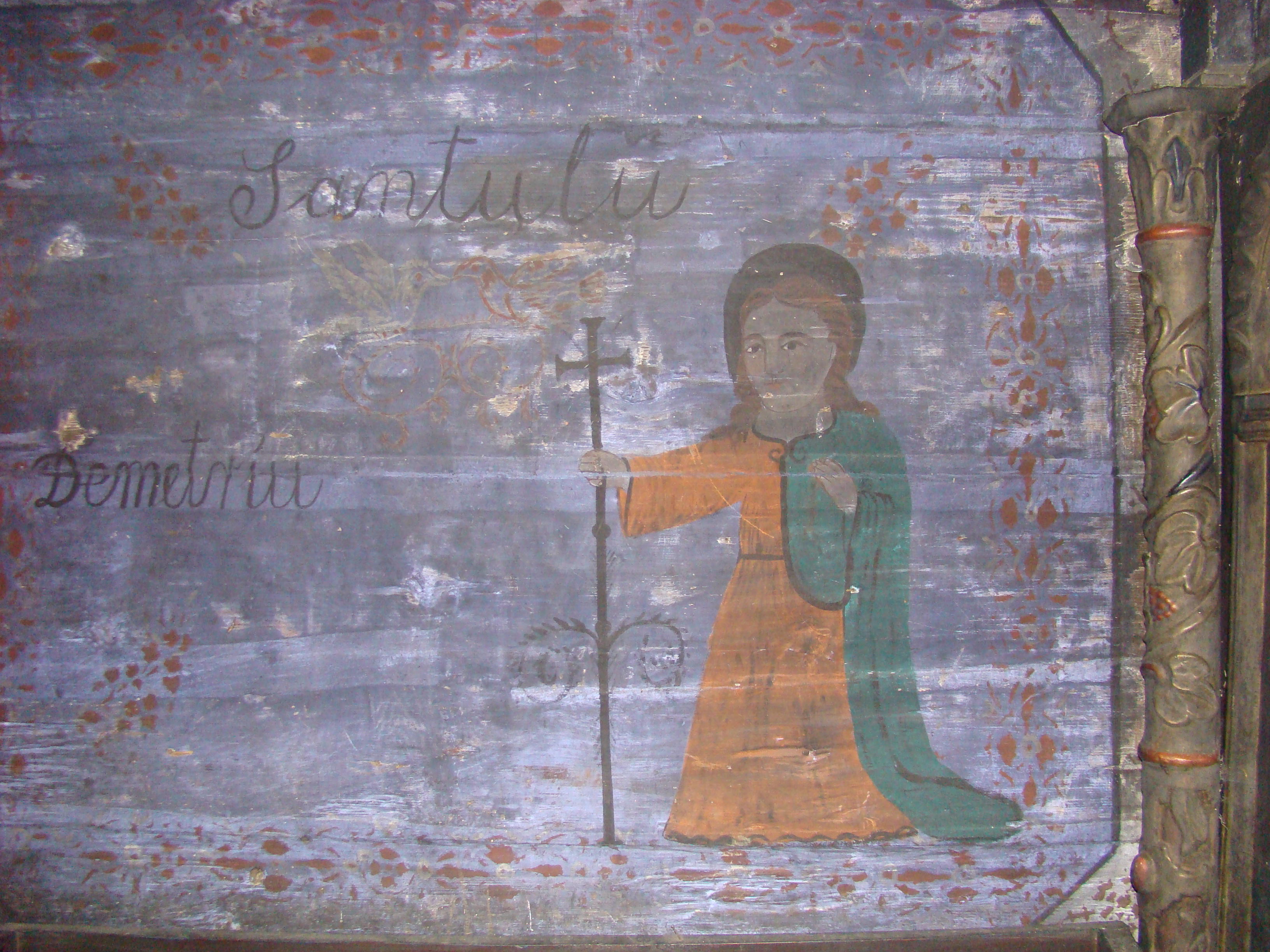
Sfântul Dimitrie
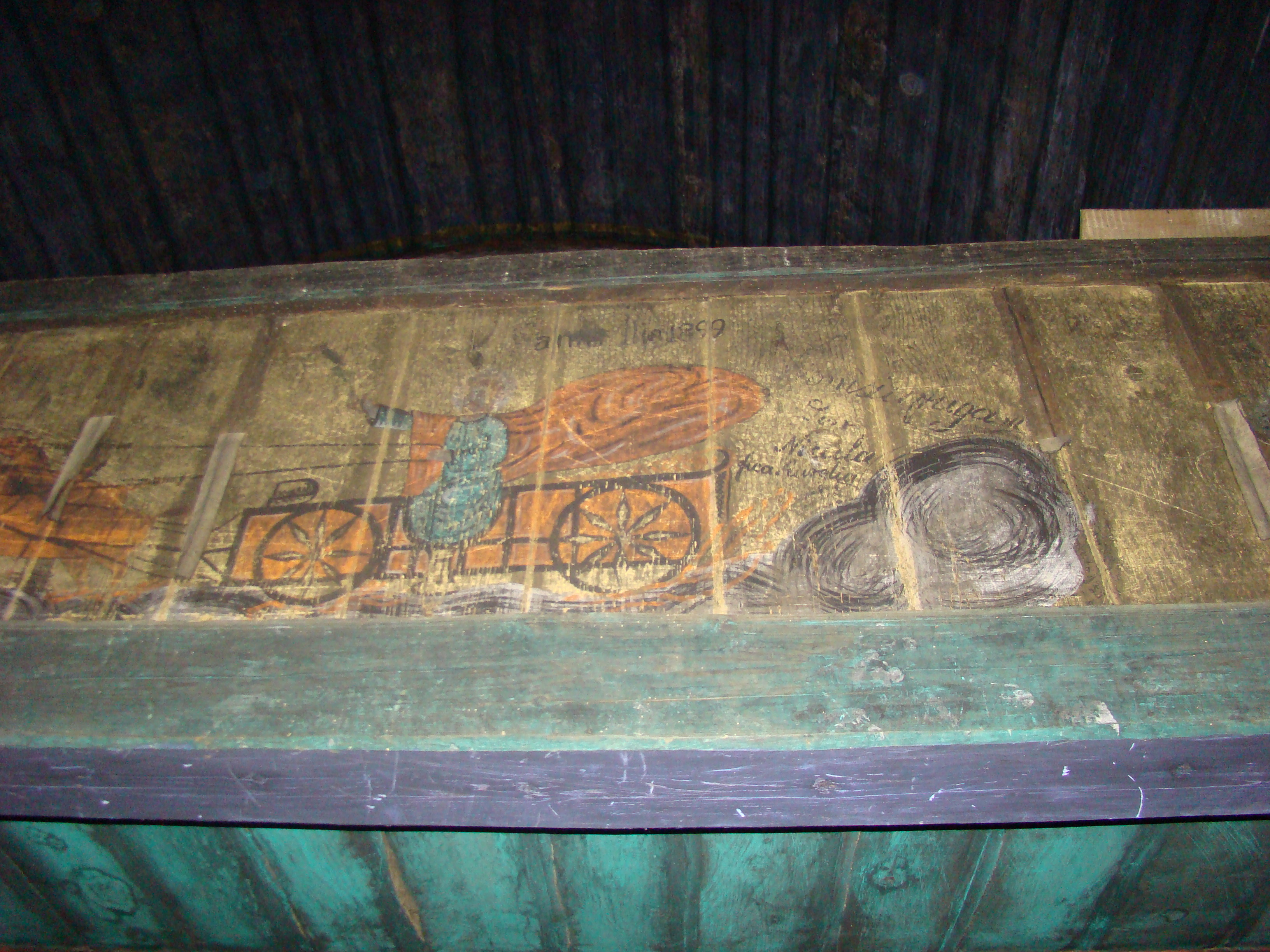
Sfântul Ilie
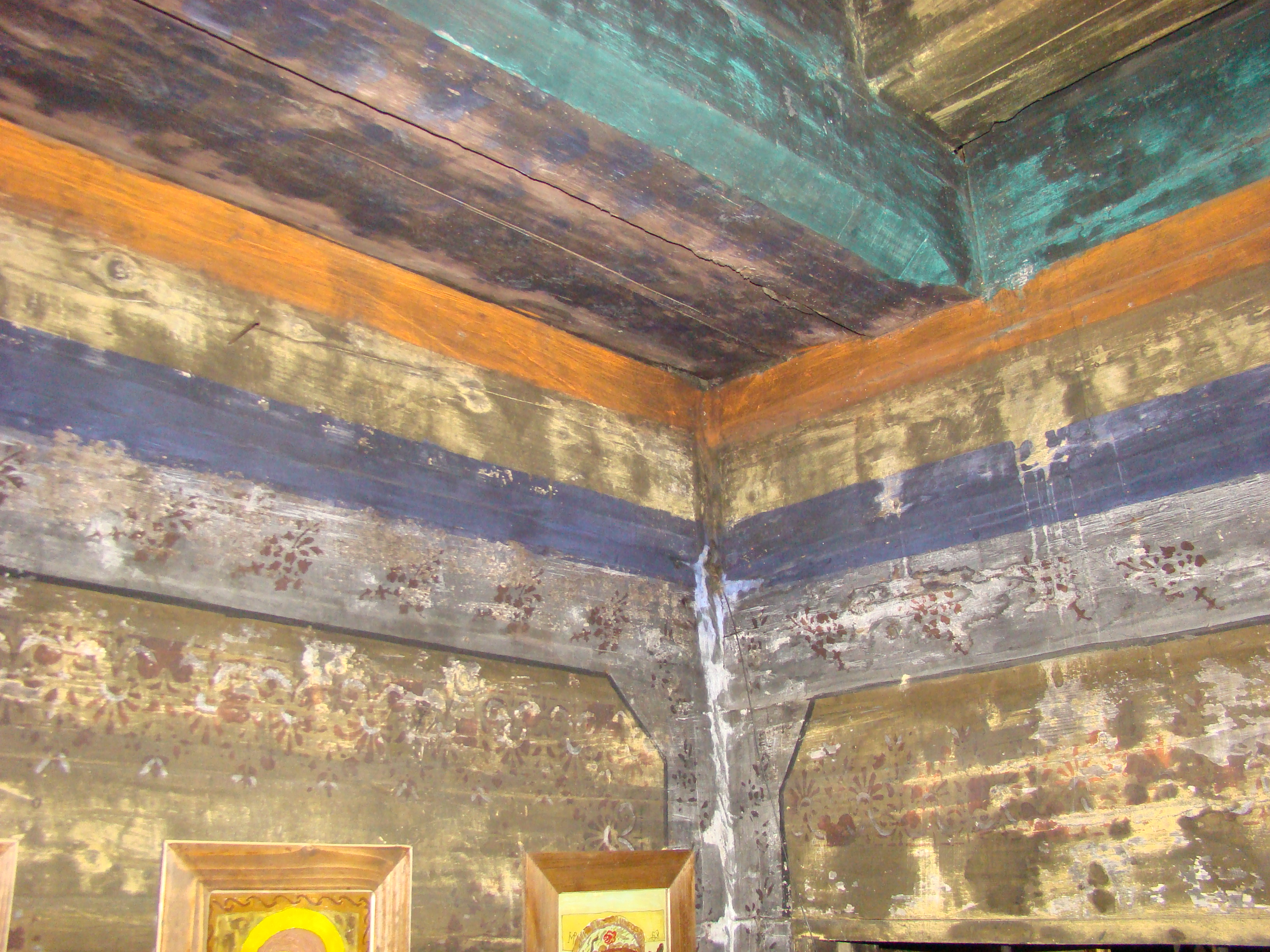
Tricolorul, pictat în naos, în plină ocupație austro-ungară
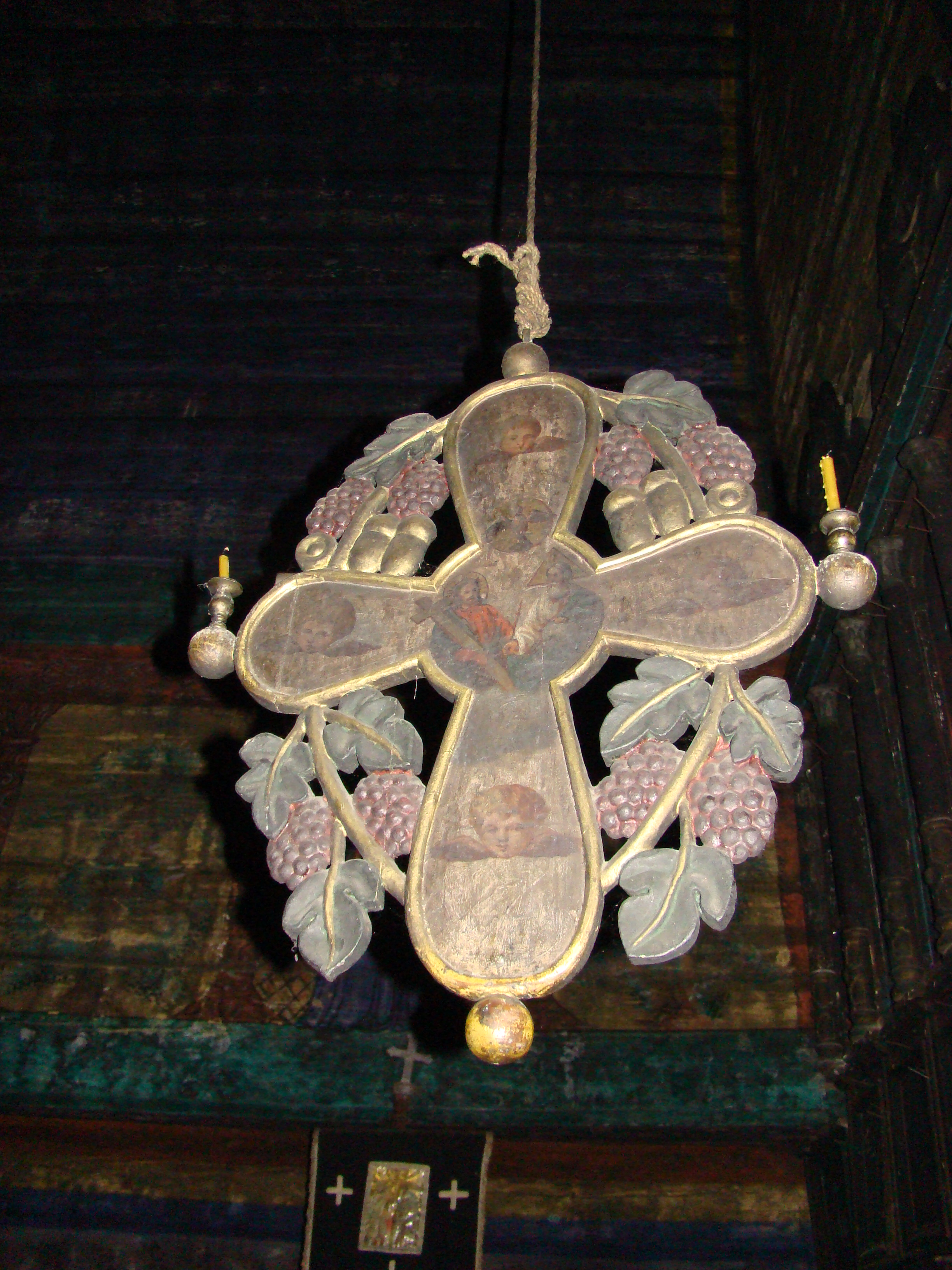
Candelabru
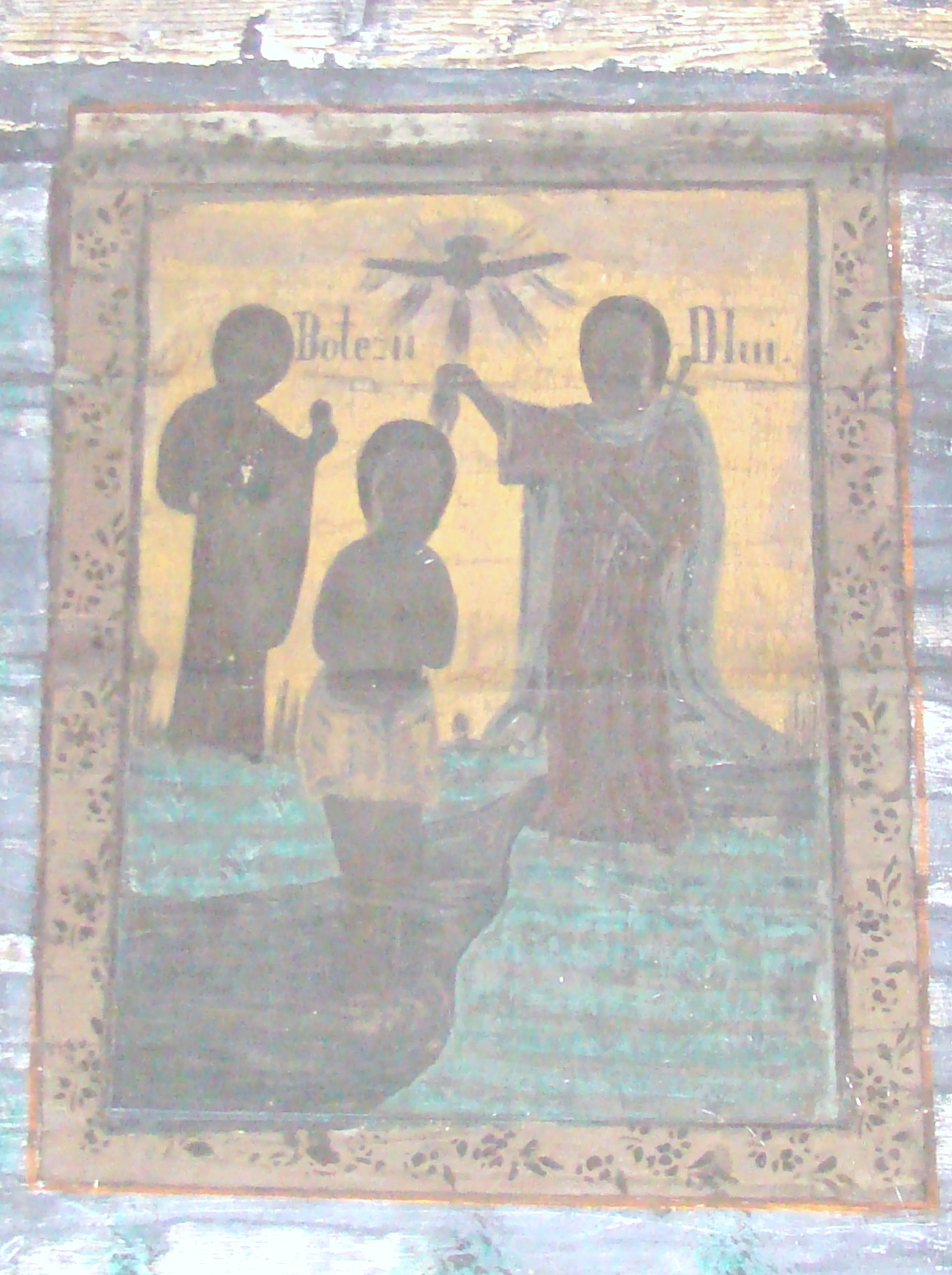
Botezul Domnului
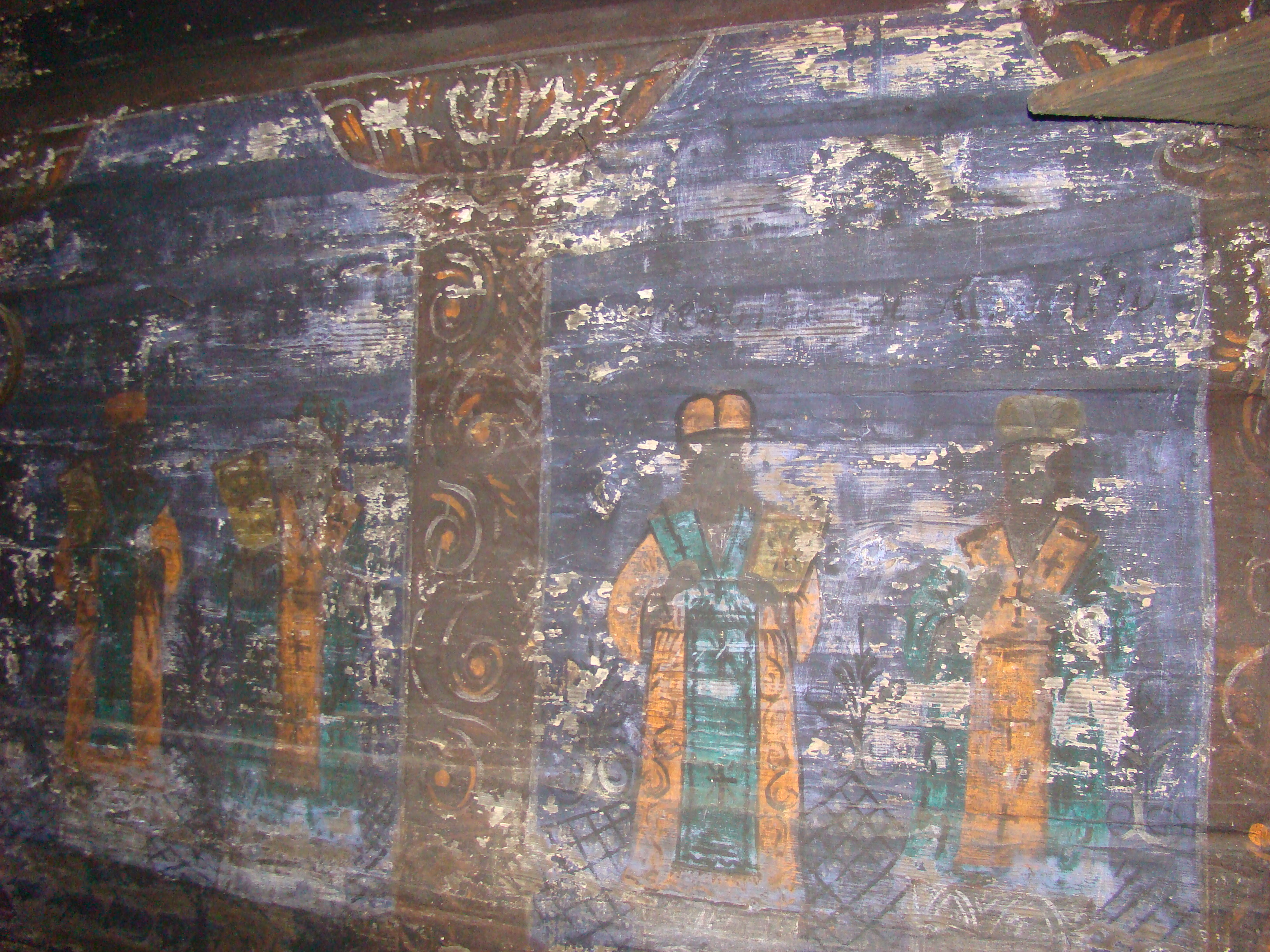
Sfinții Ierarhi
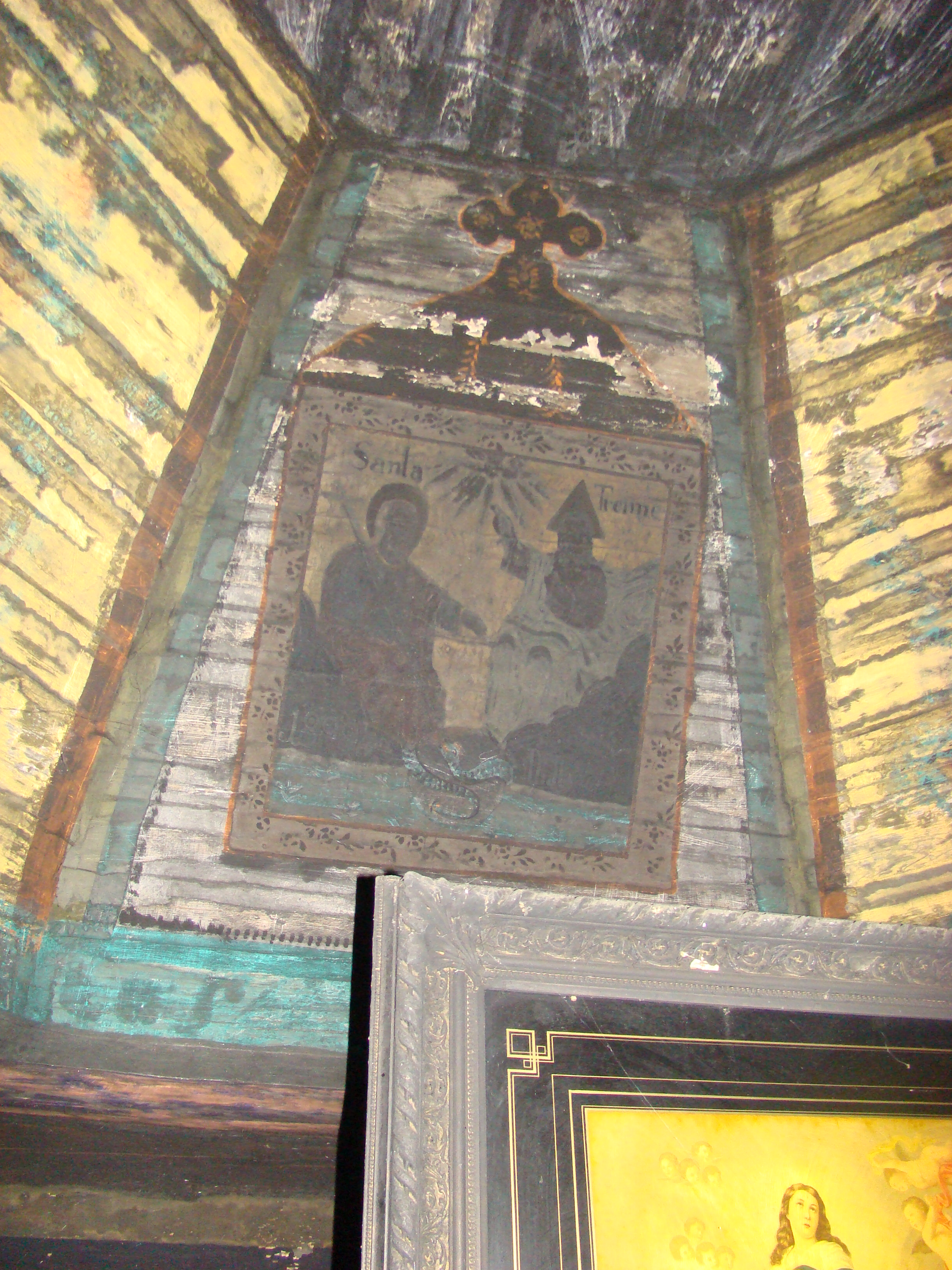
Sfânta Treime
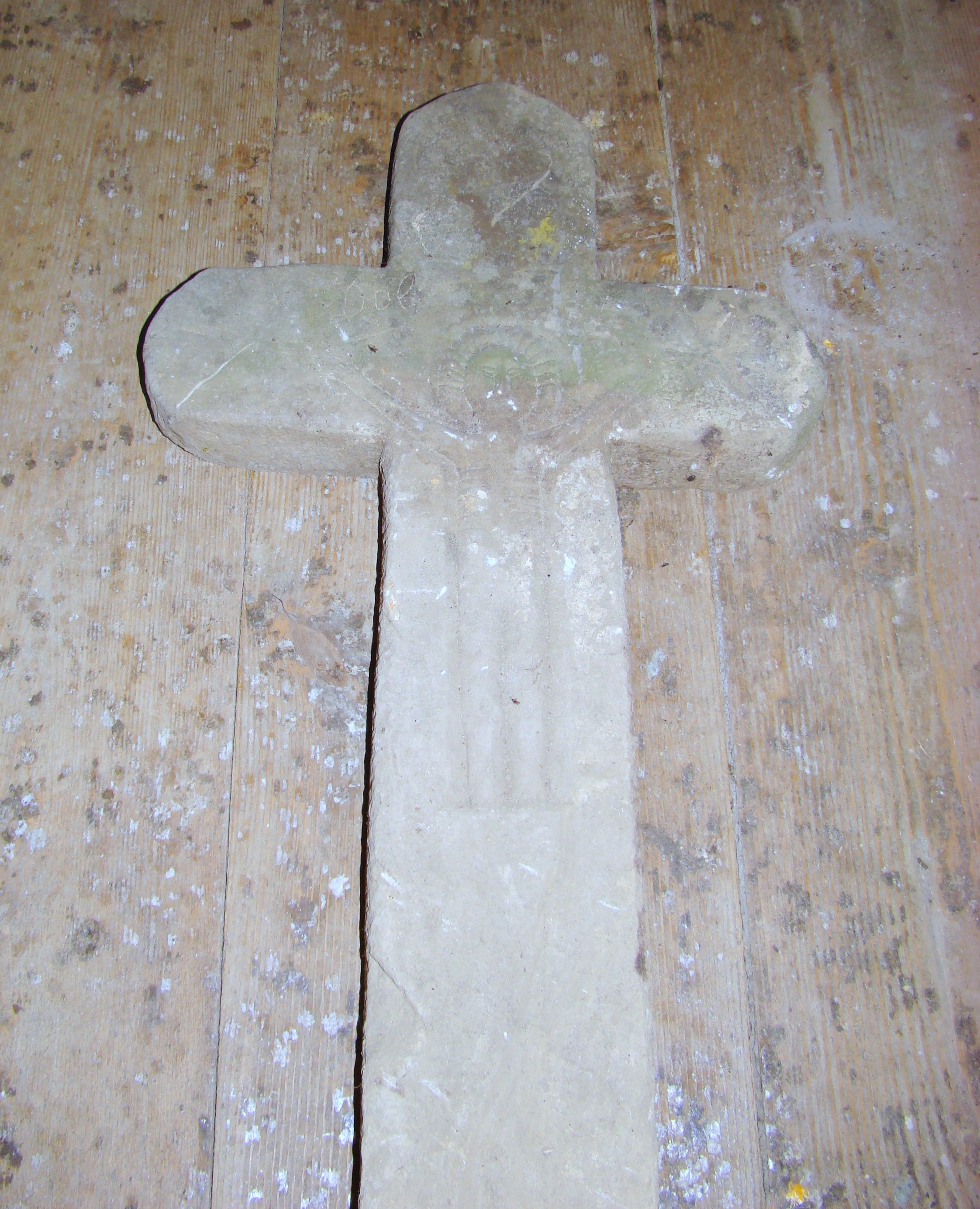
Cruce veche de piatră (alte cinci cruci asemănătoare au fost duse la muzeu la Sighet)
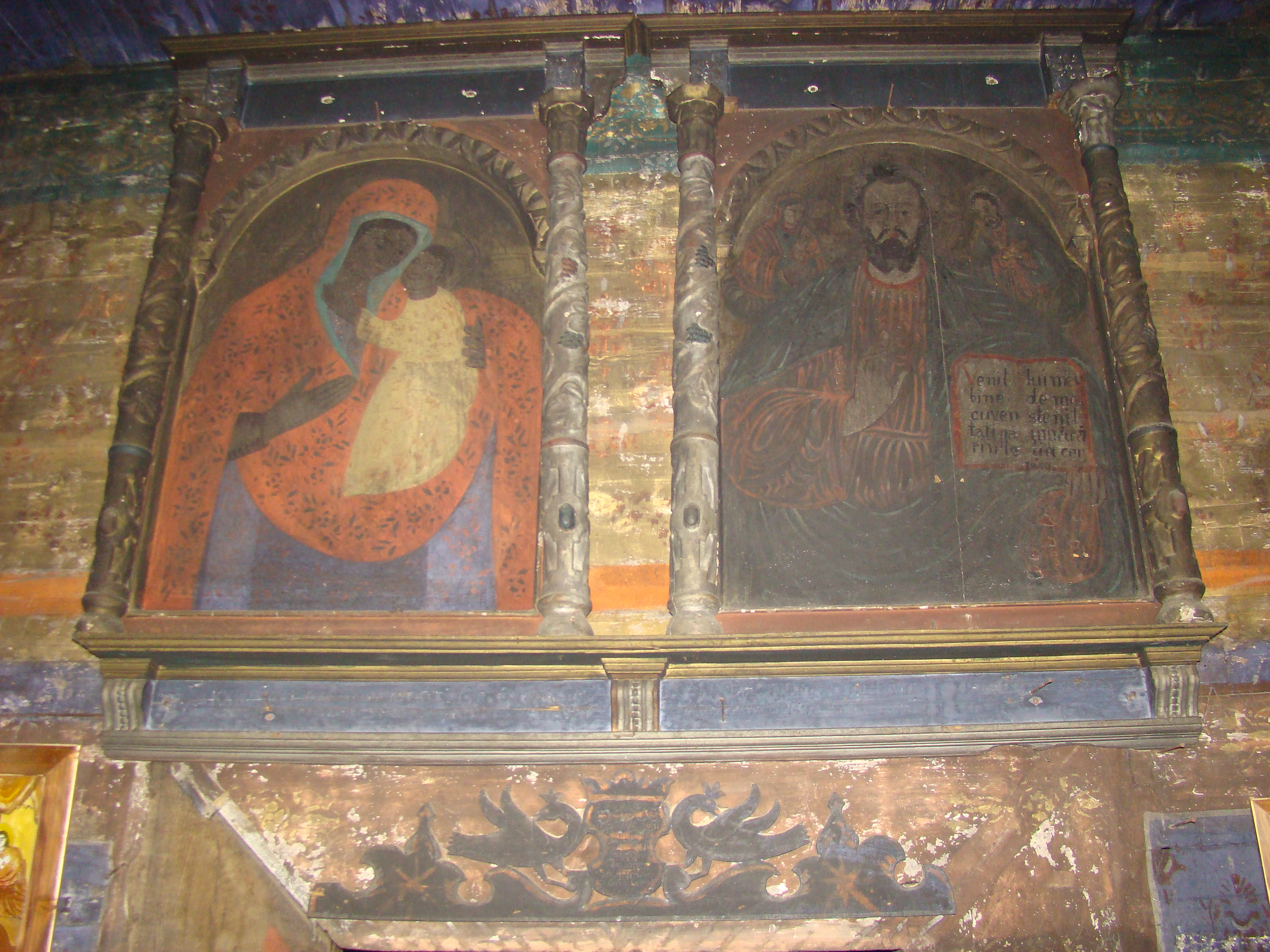
Icoane
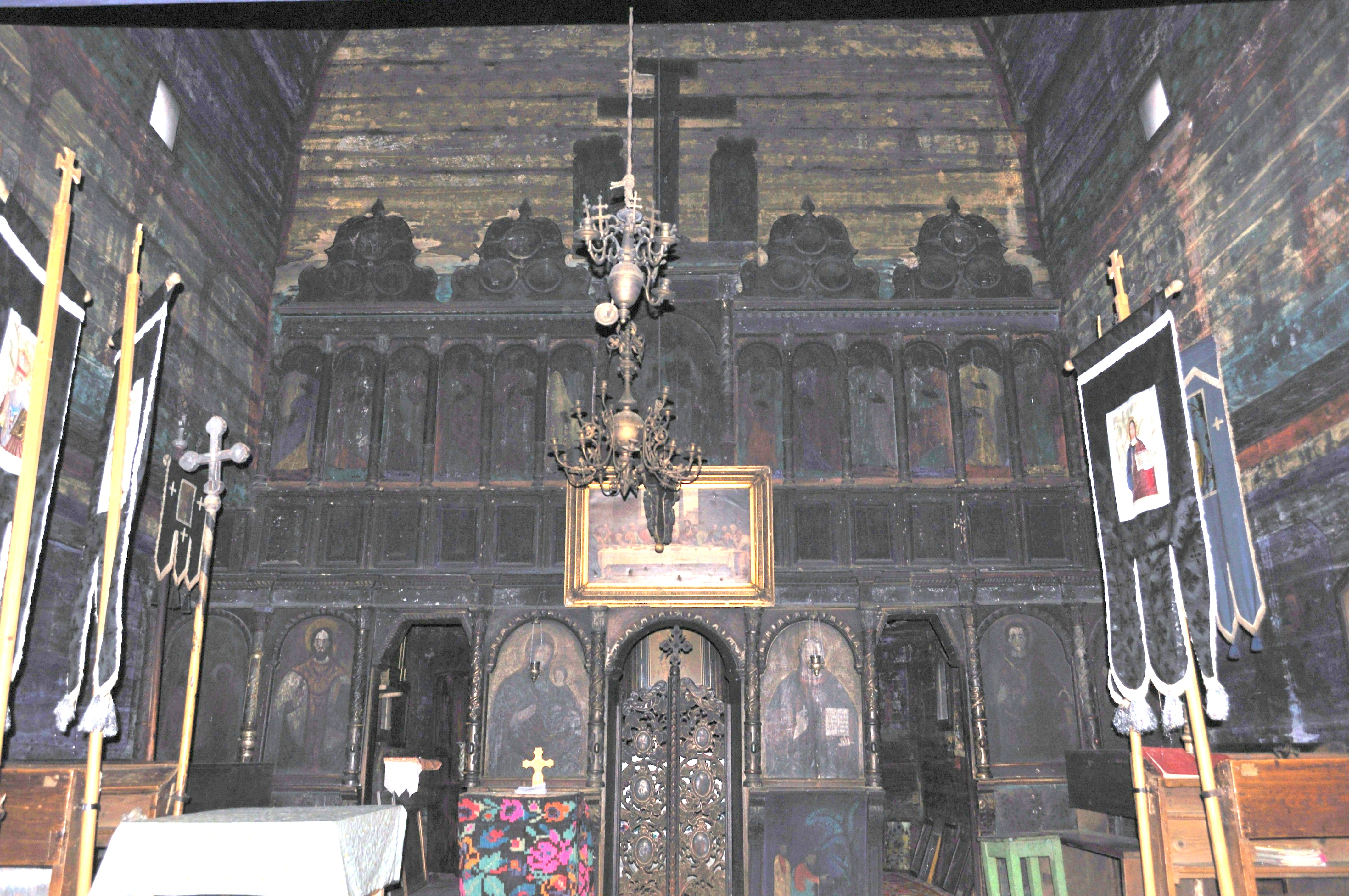
Interiorul navei
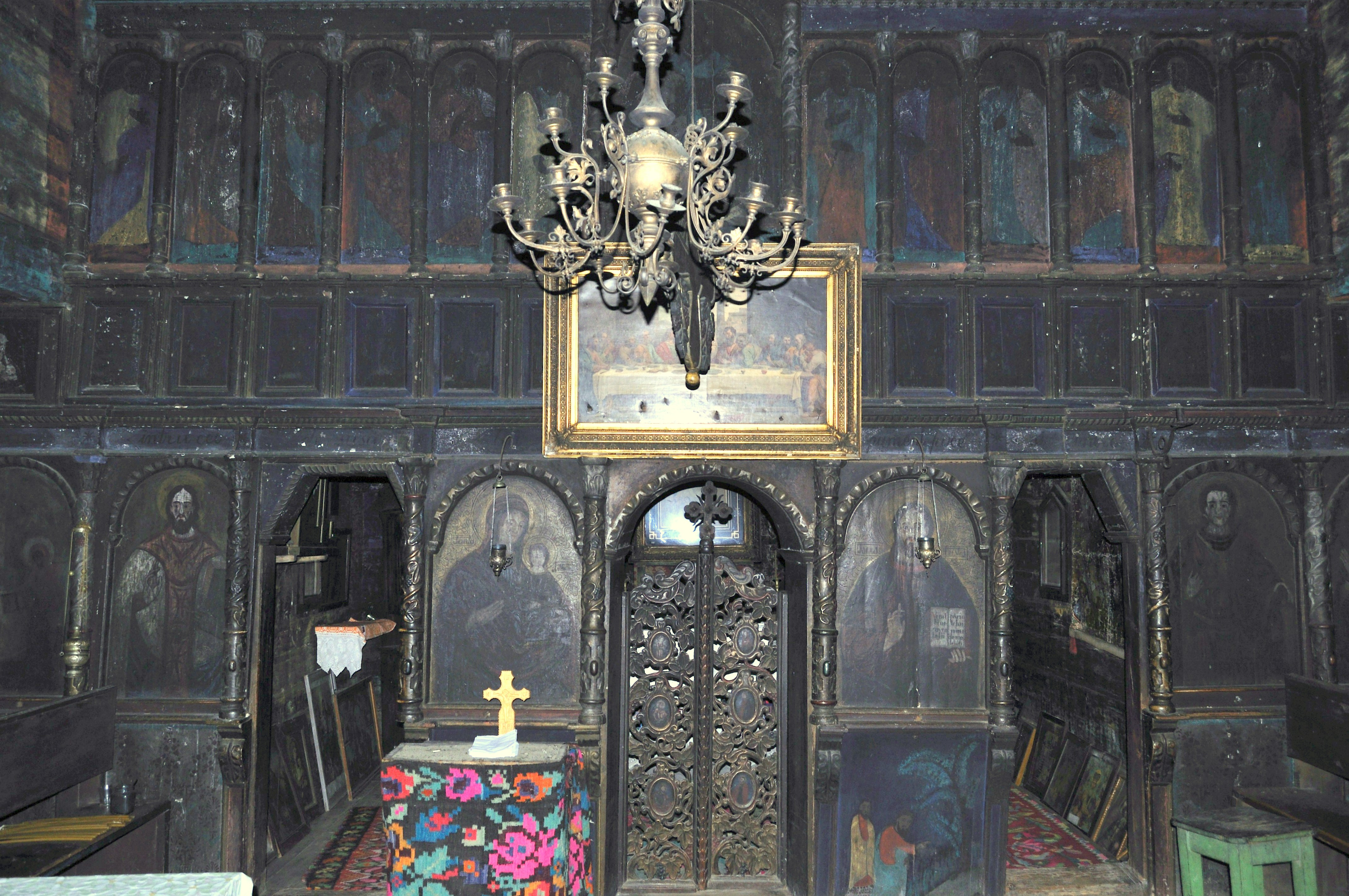
Iconostasul
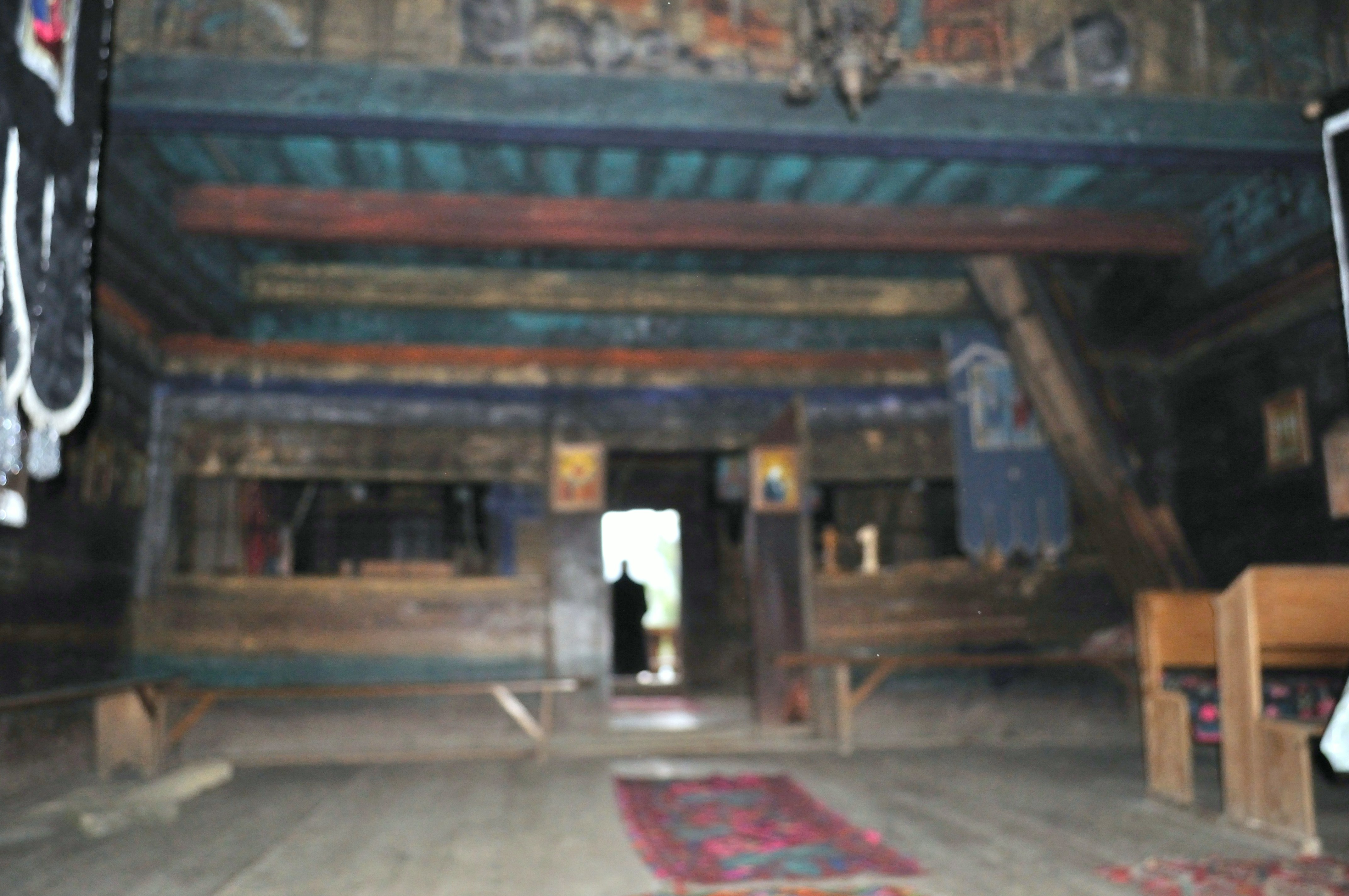
Interiorul navei către ieșire
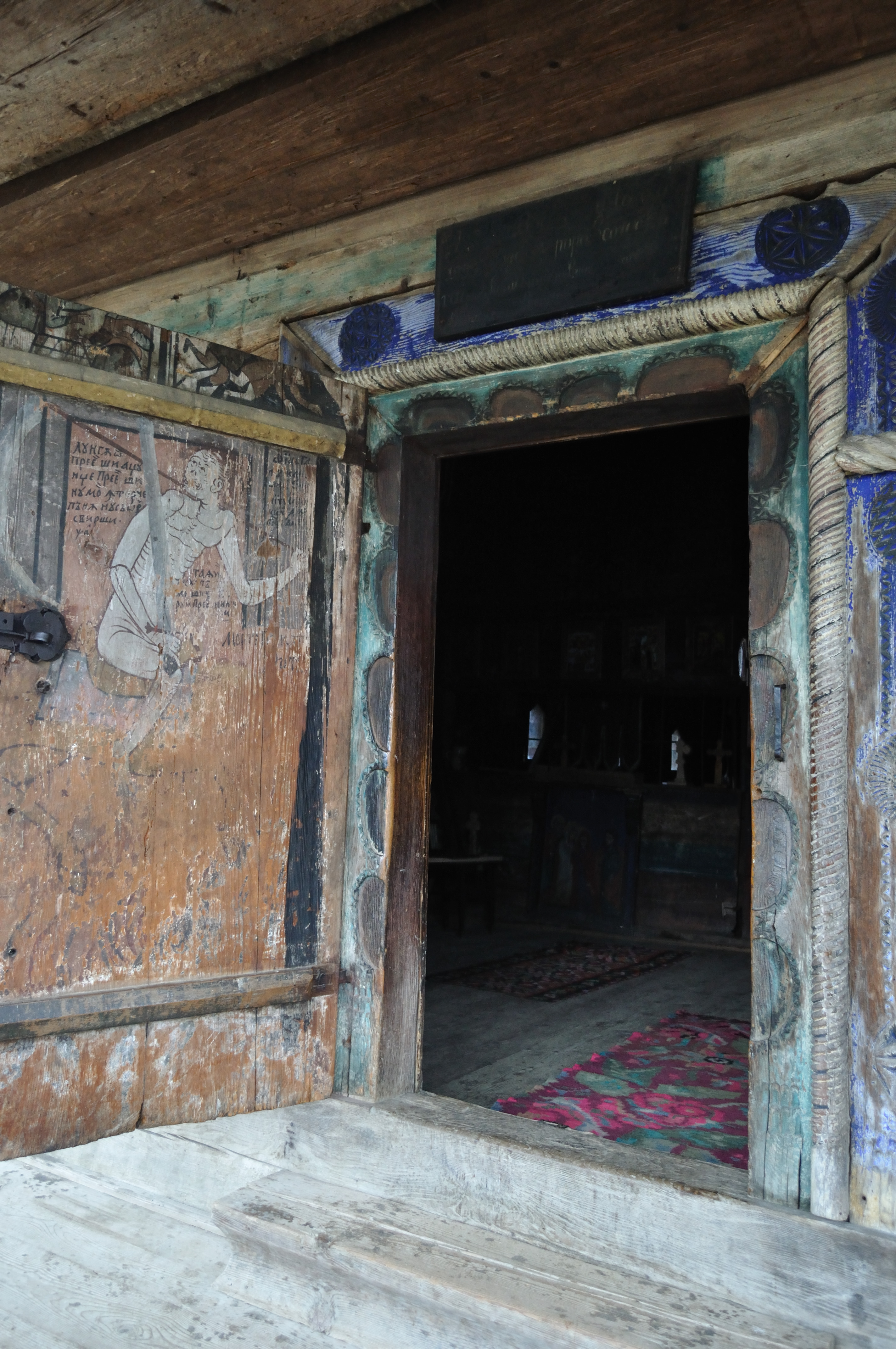
Ușa pictată de la ieșire

## Imagini din exterior

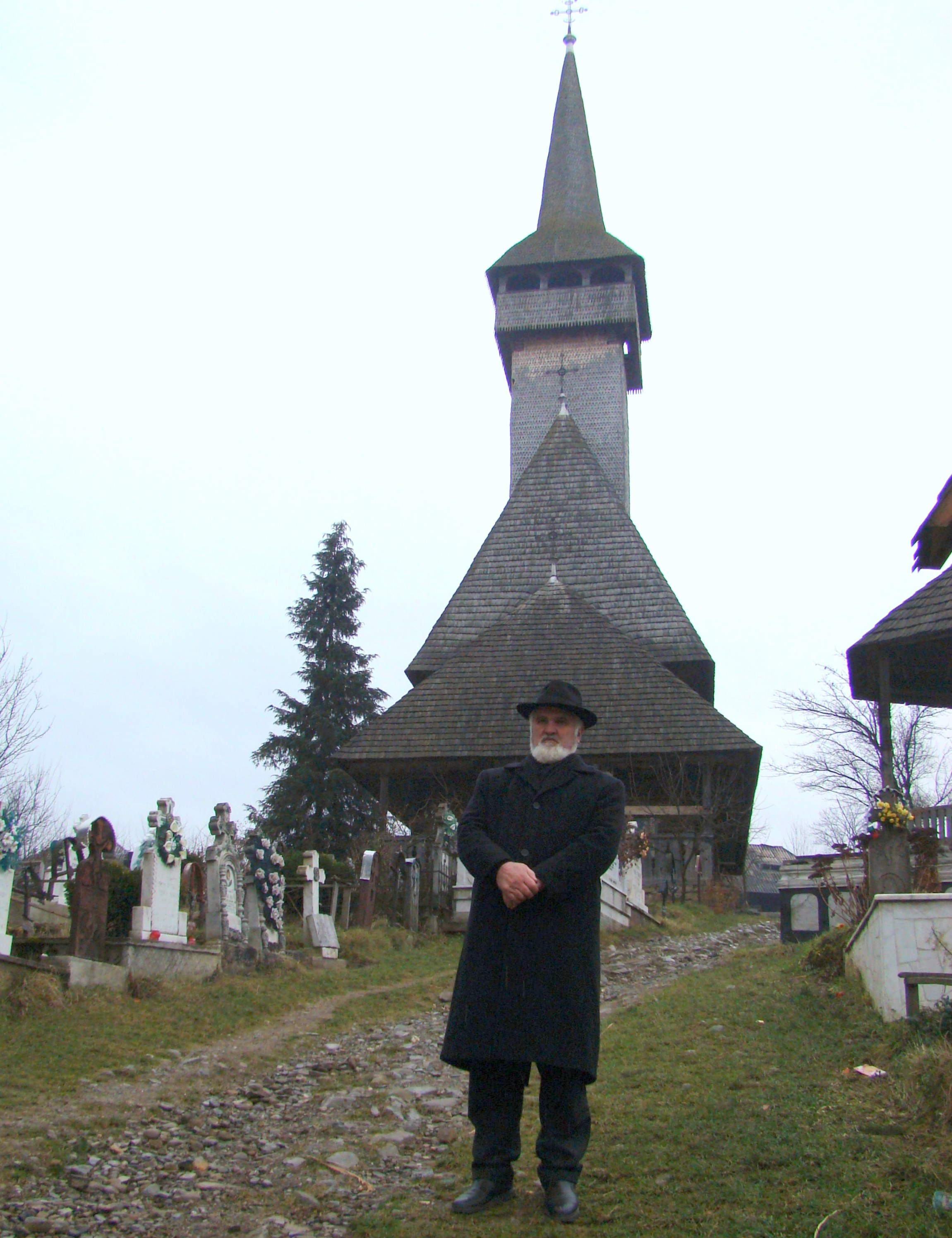
preotul paroh Isidor Berbecaru
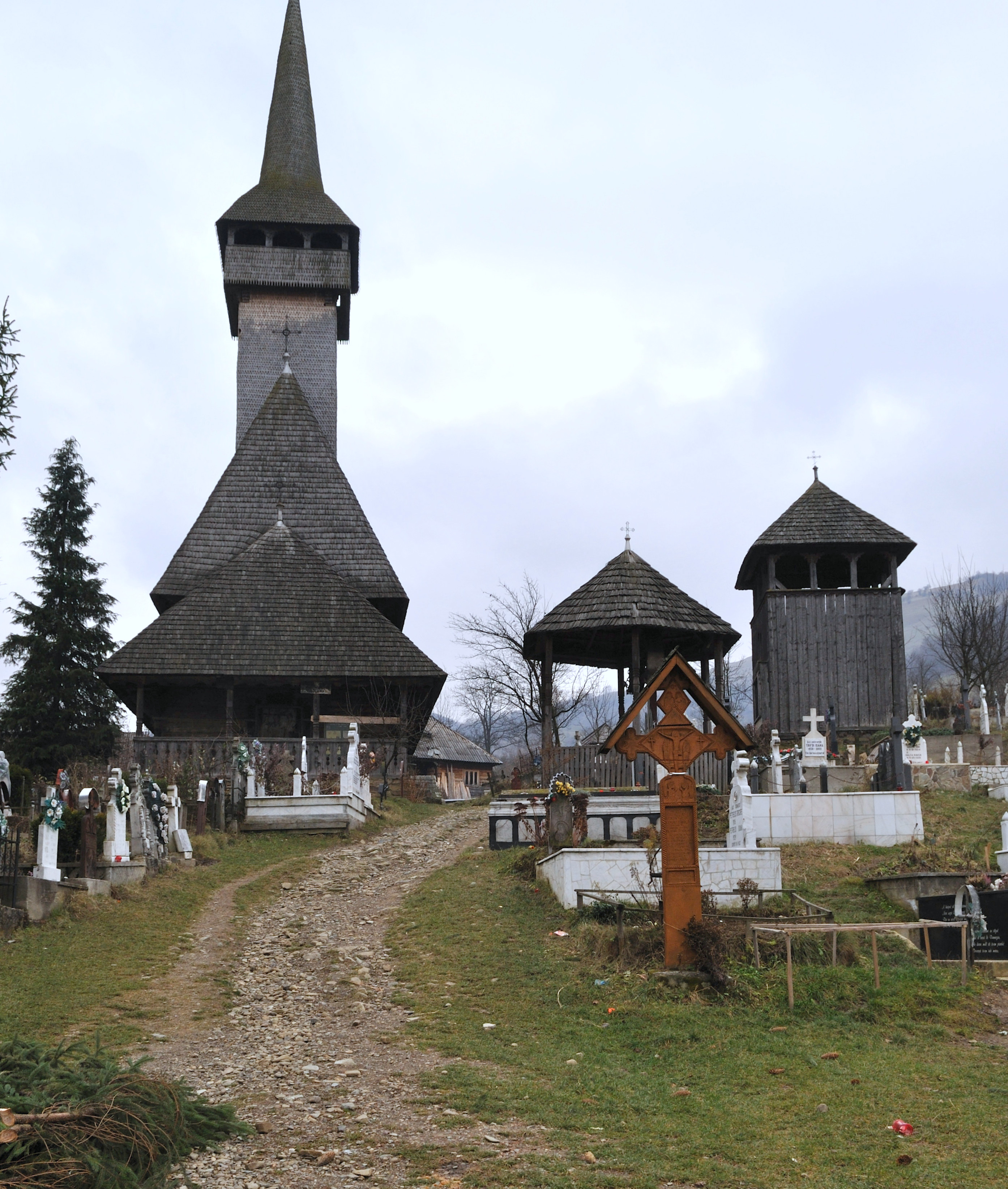
Biserica (vest)
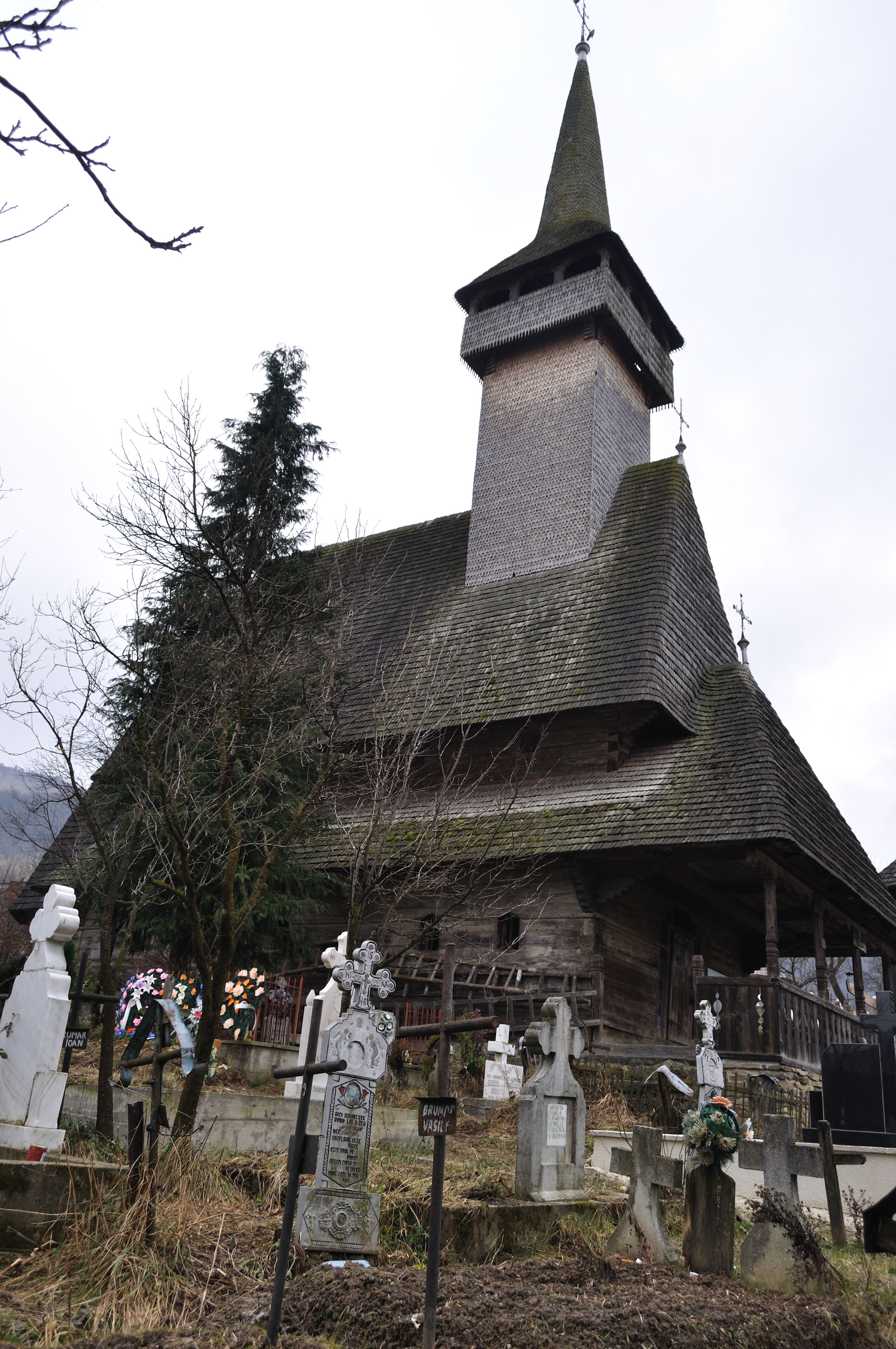
Biserica (nord-vest)
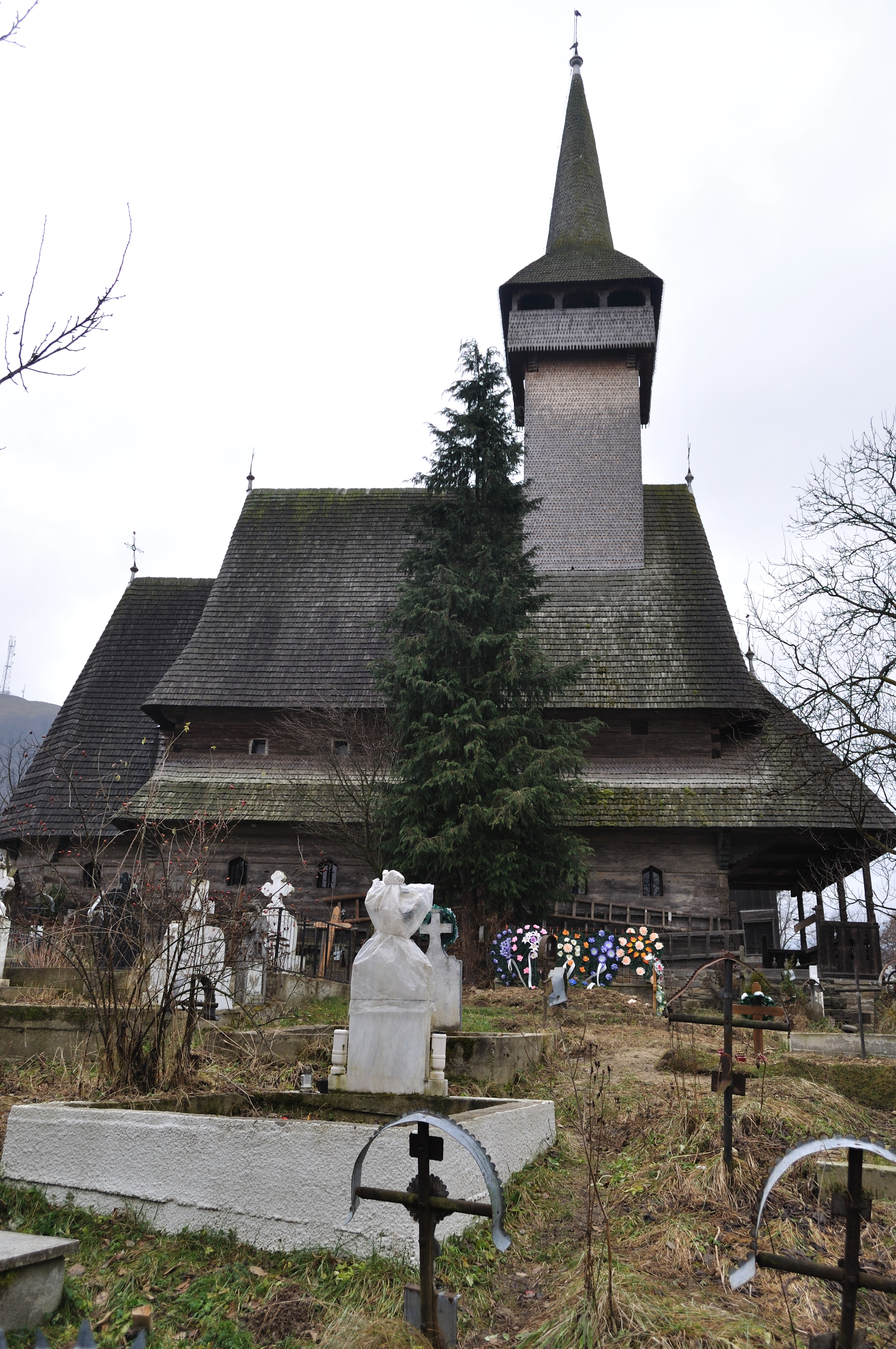
Biserica (nord)
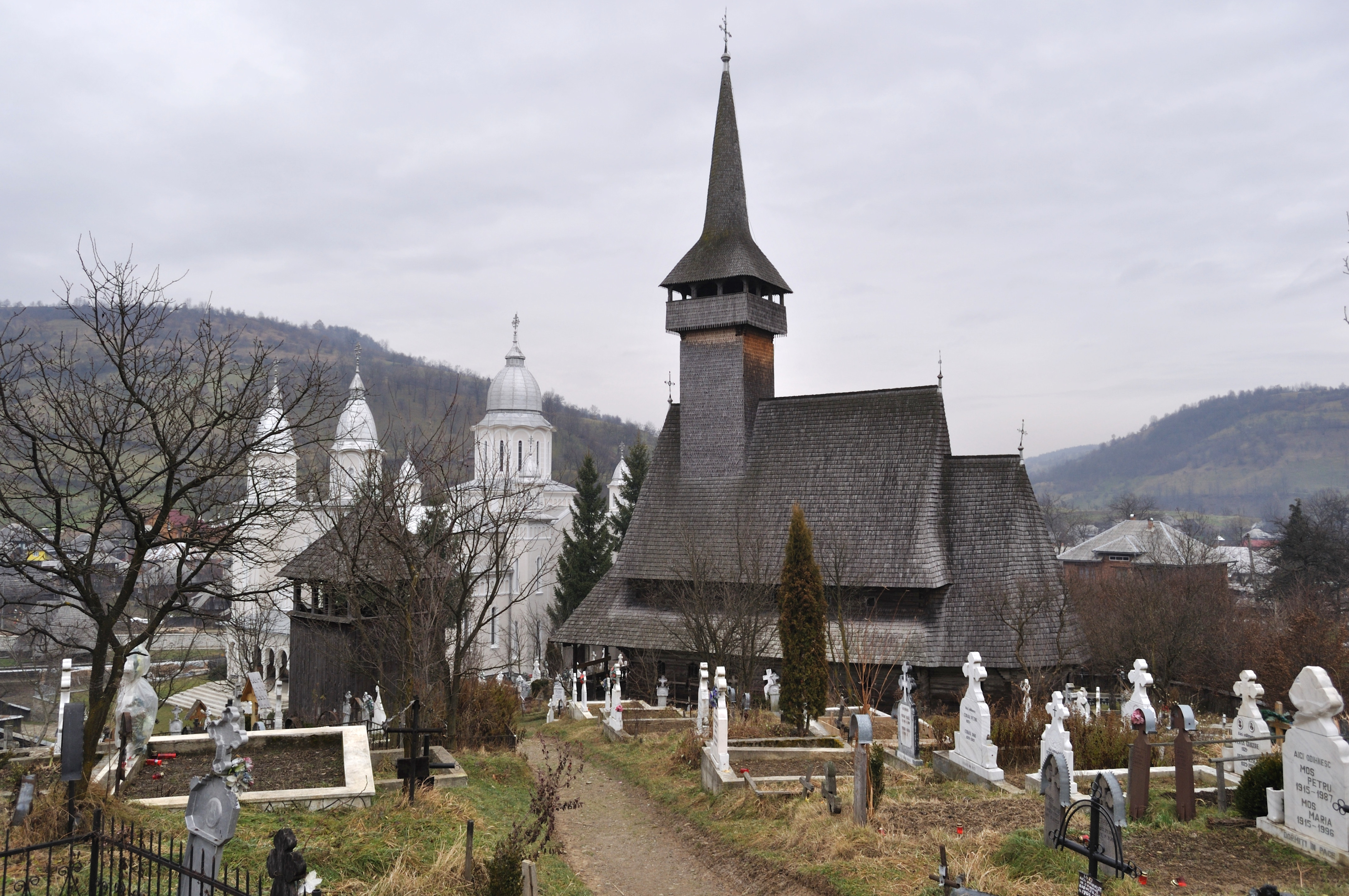
Biserica (sud)
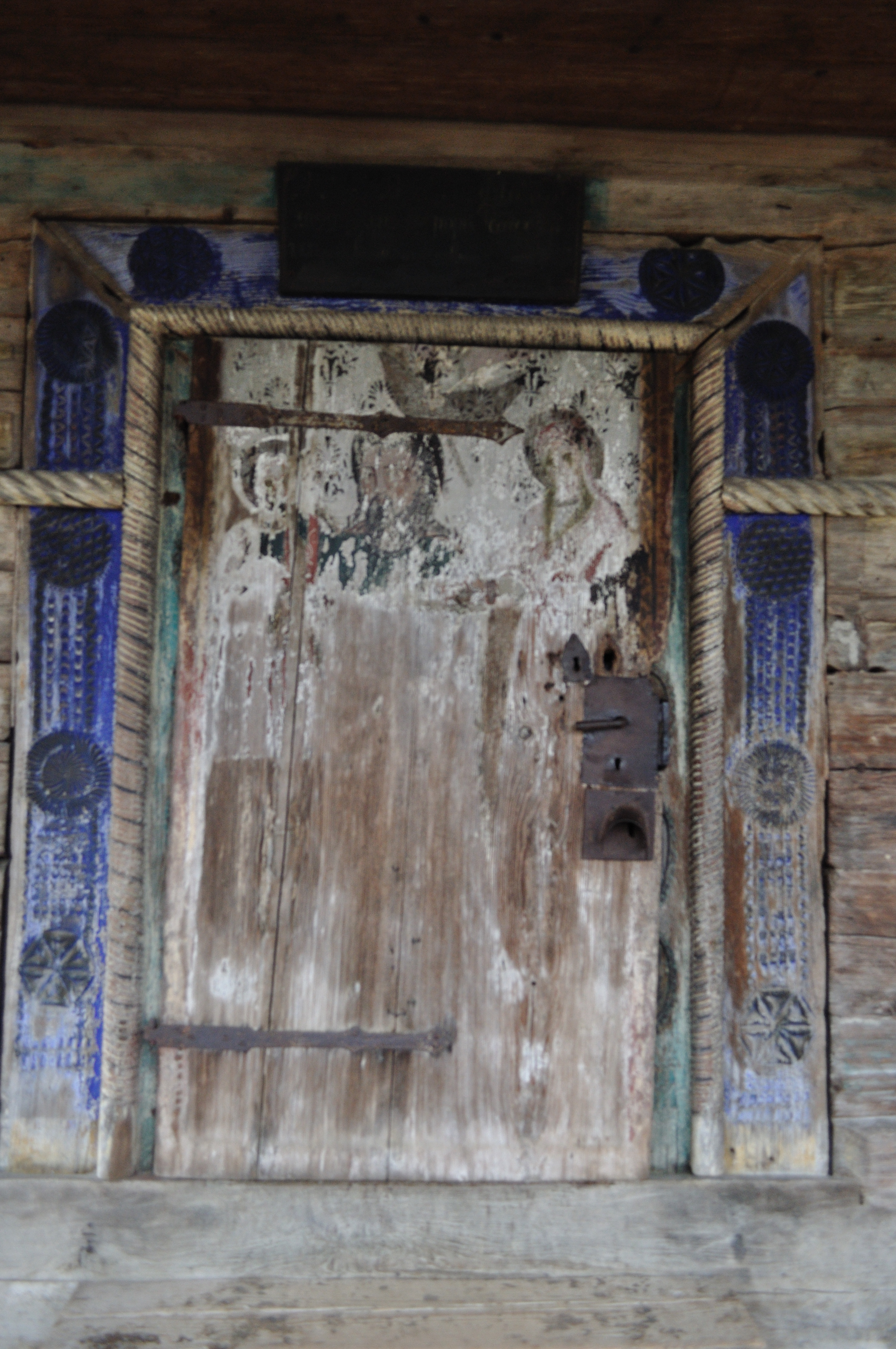
Portalul exterior
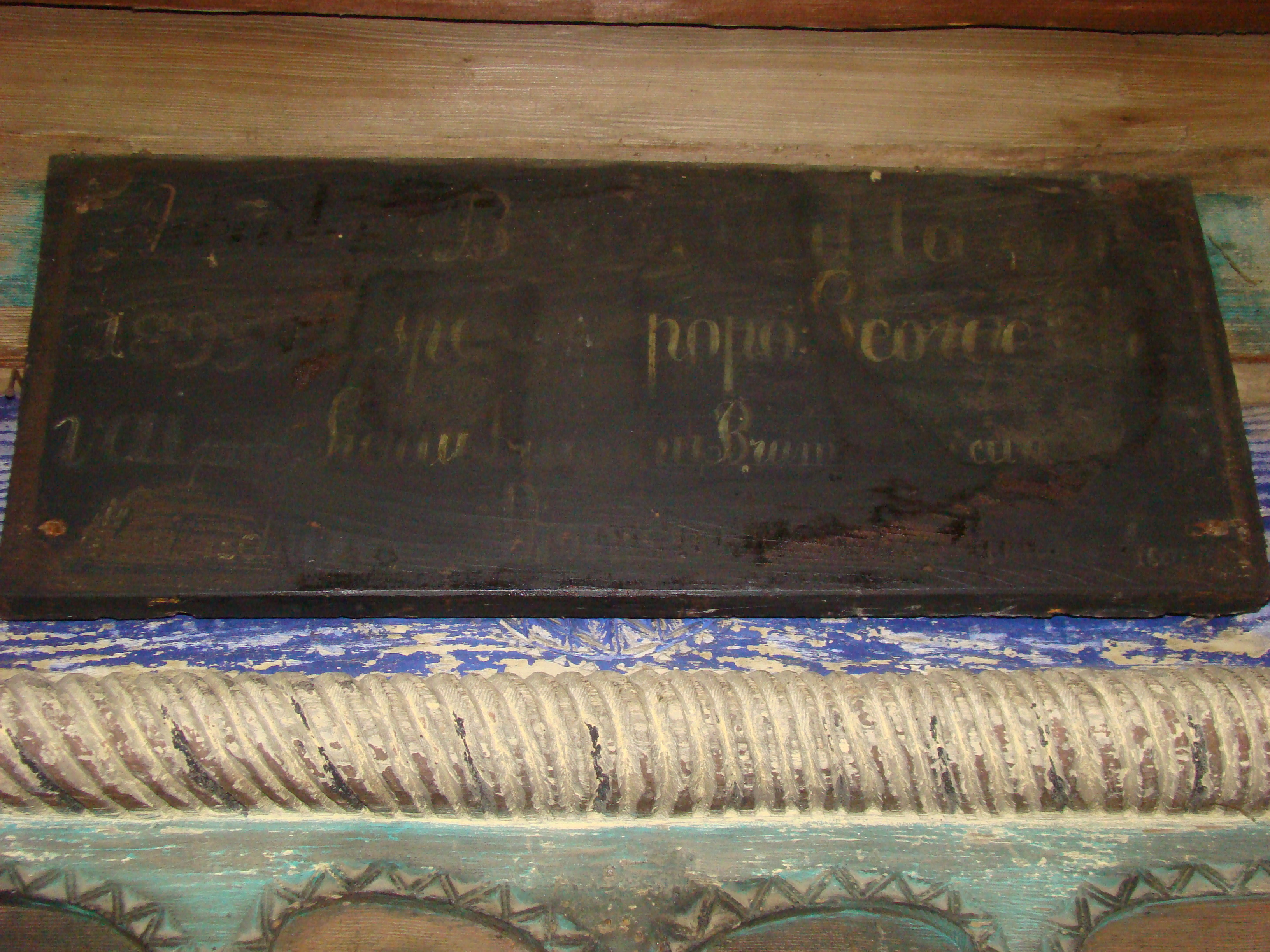
Pisanie deasupra intrării
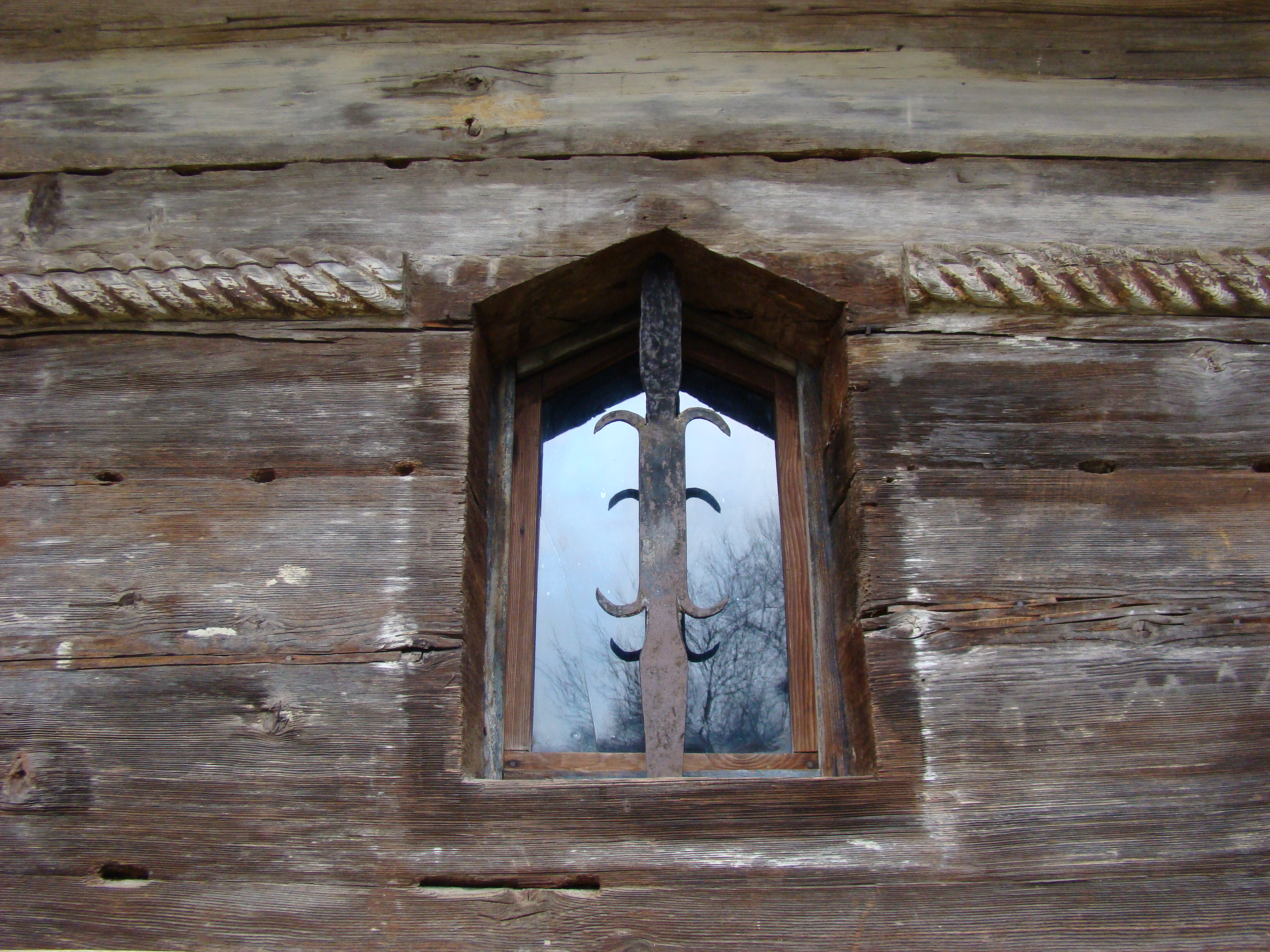
Fereastră și brâul sculptat
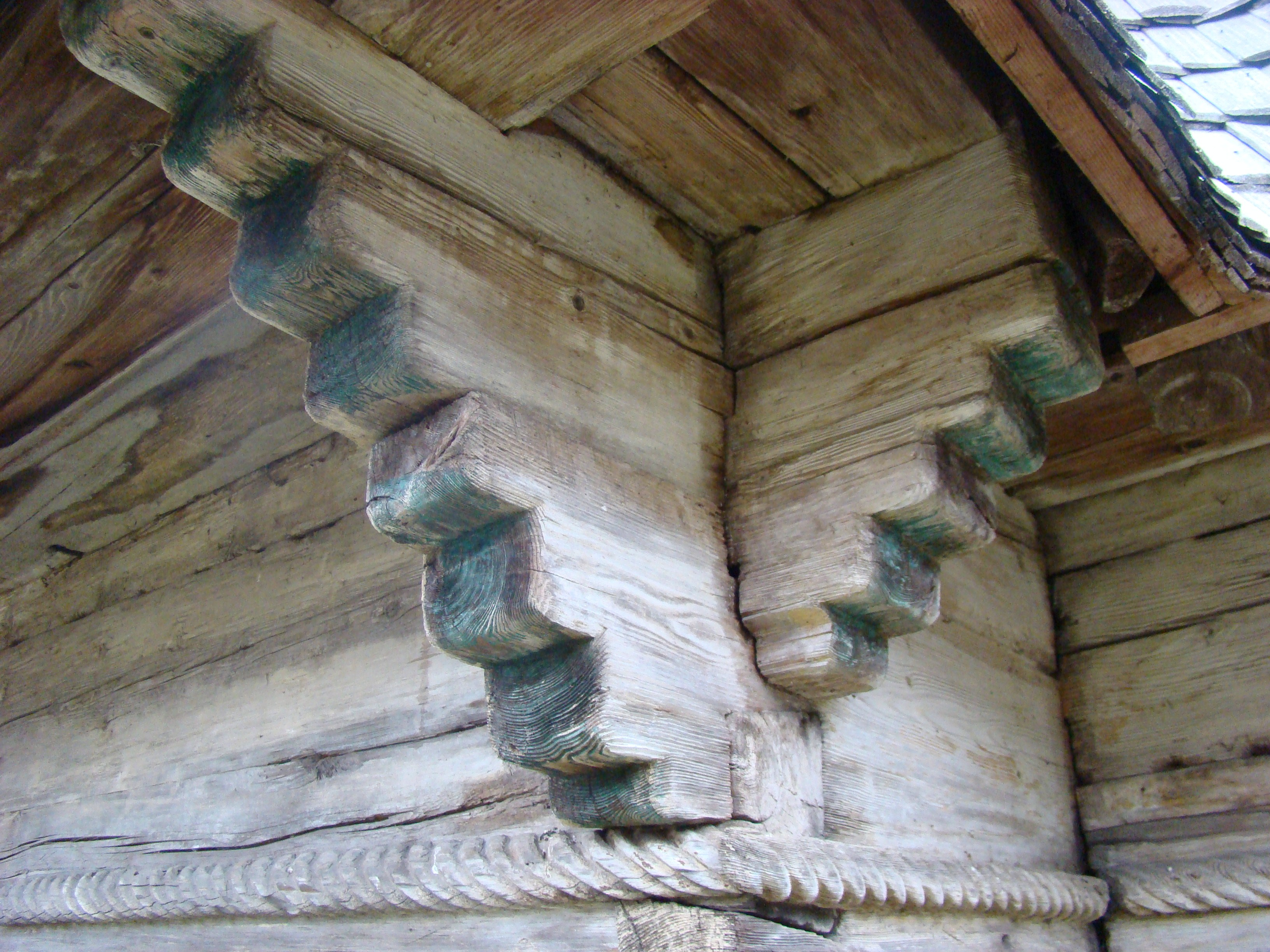
Console
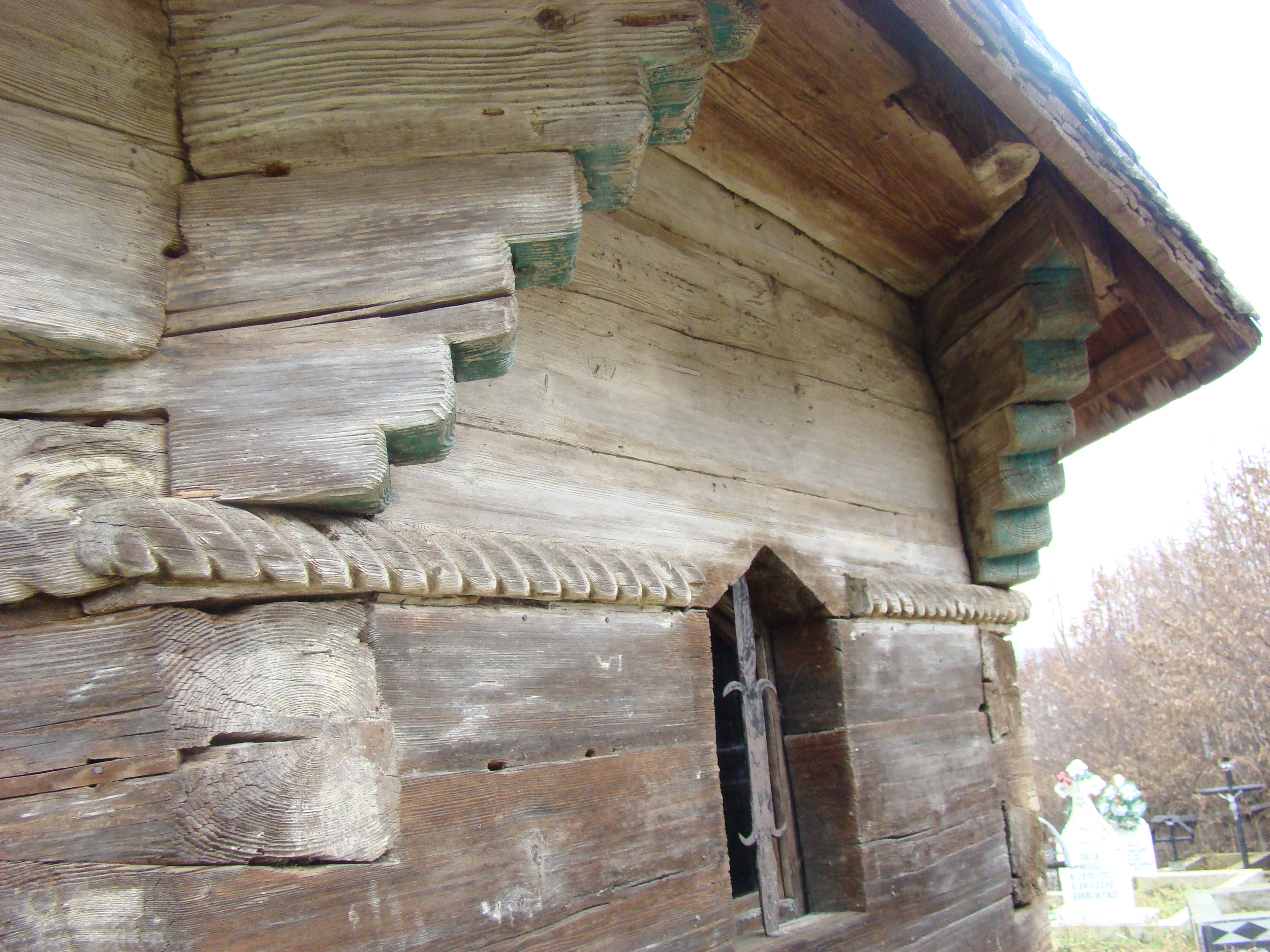
Console și fereastră
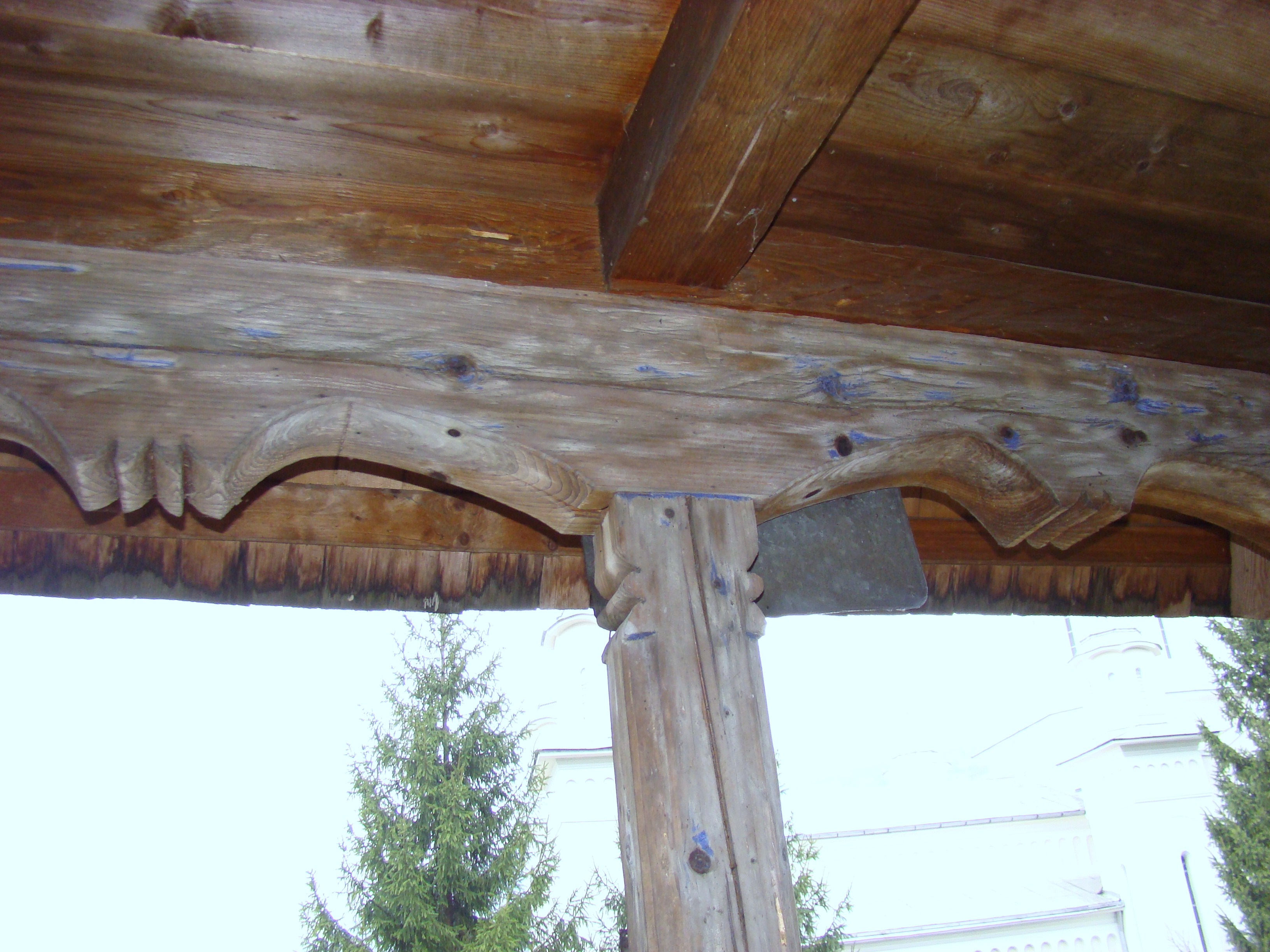
Detaliu pridvor
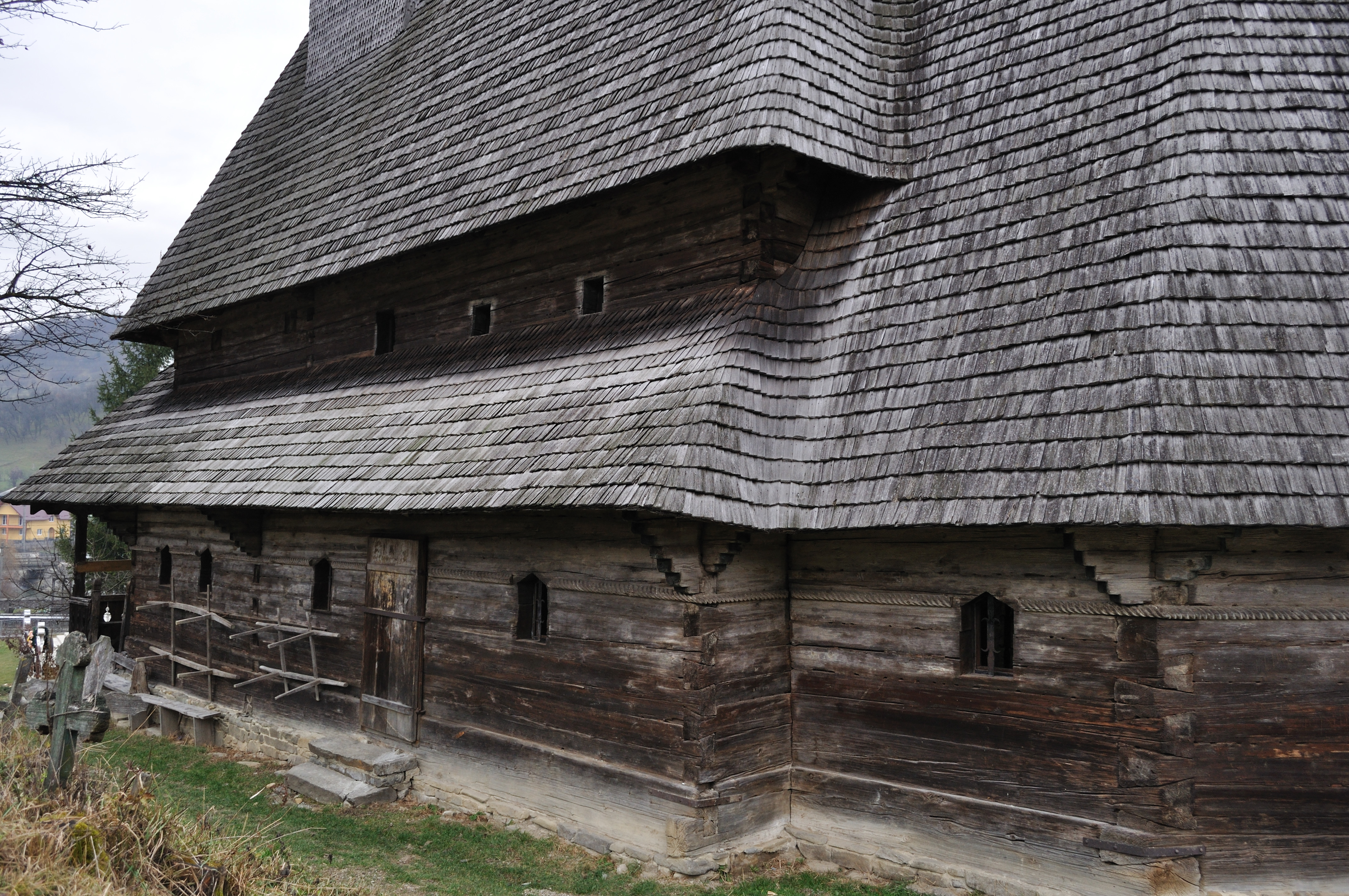
Latura sudică
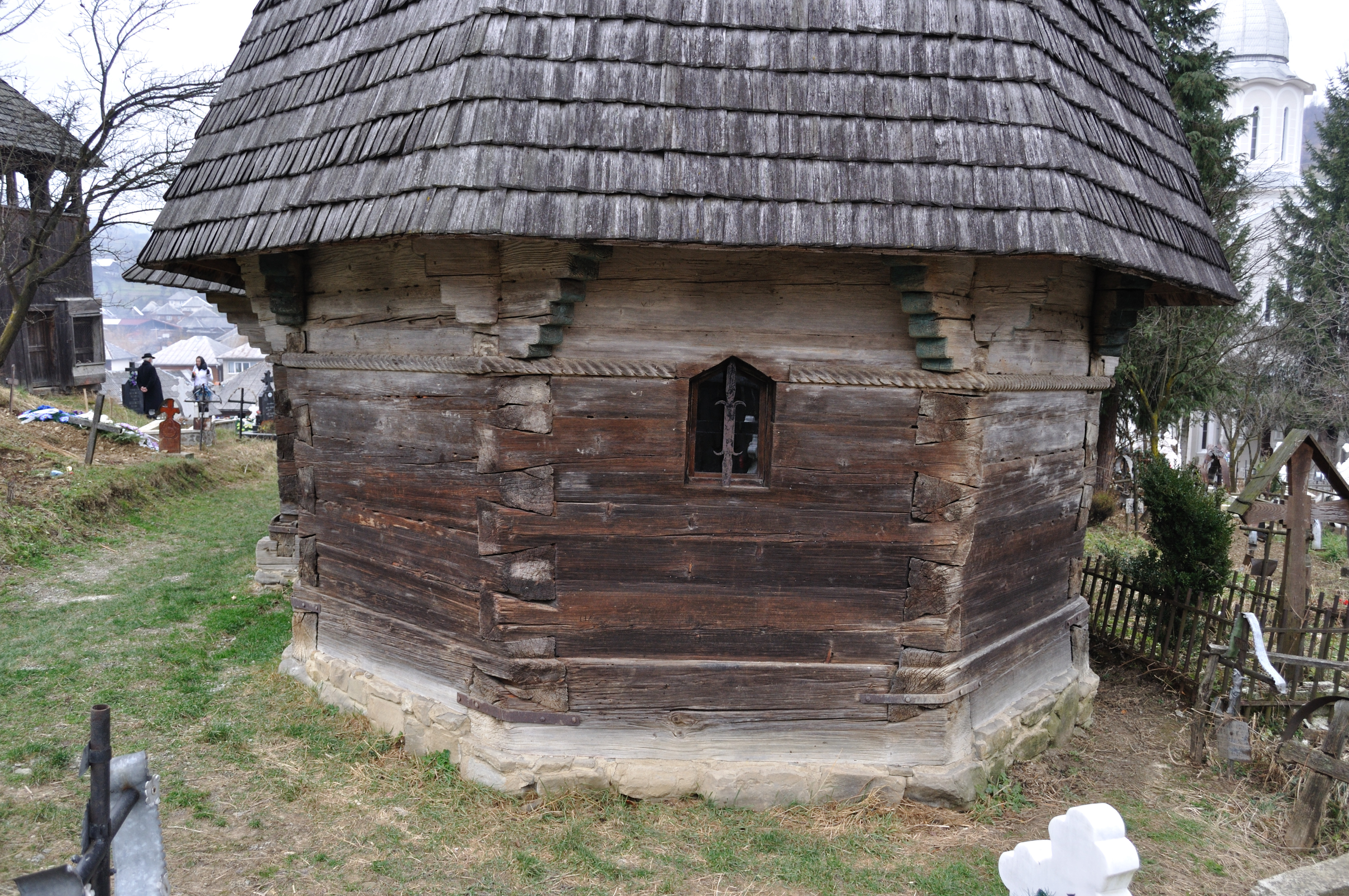
Dosul altarului
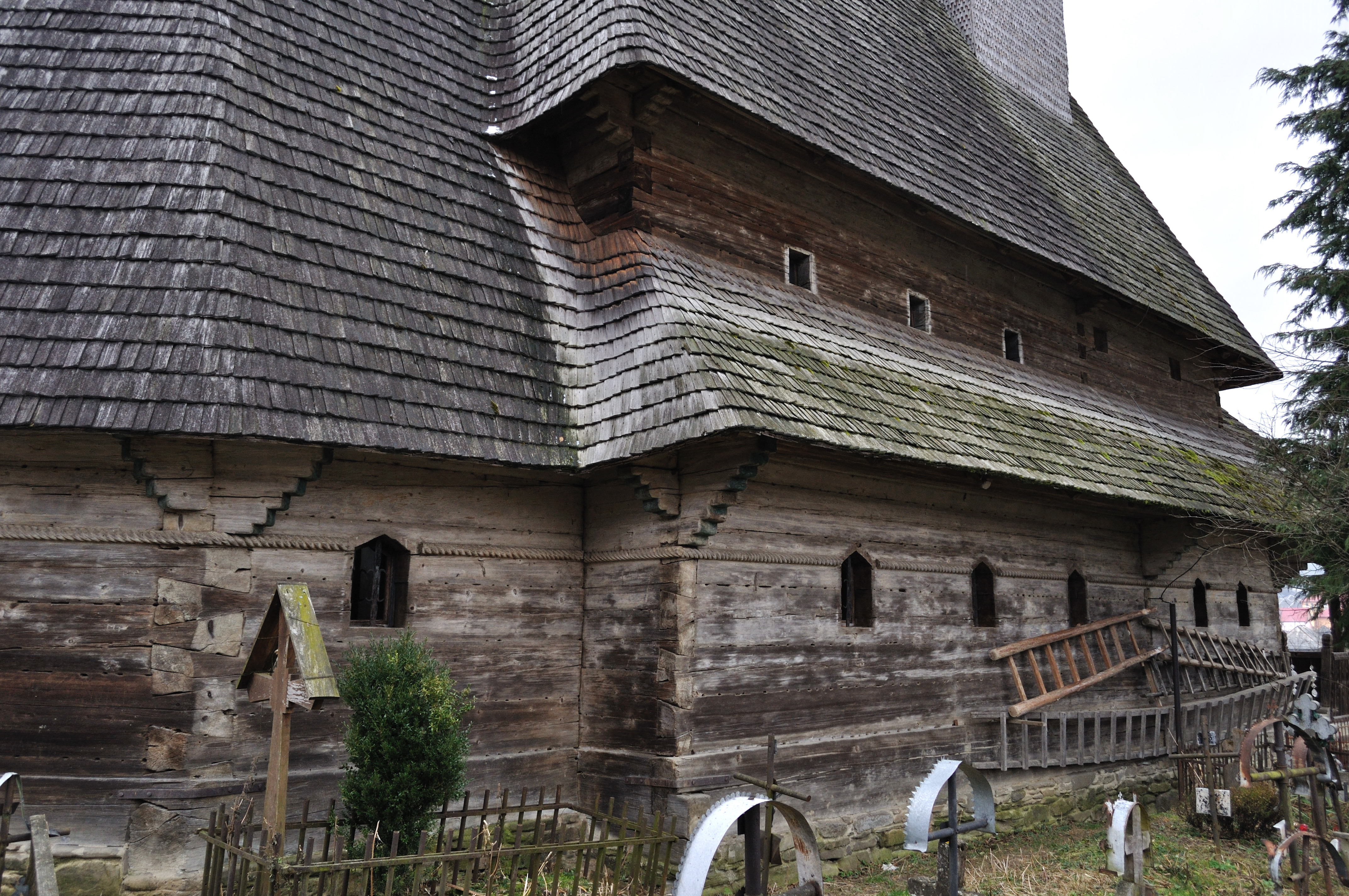
Latura de nord
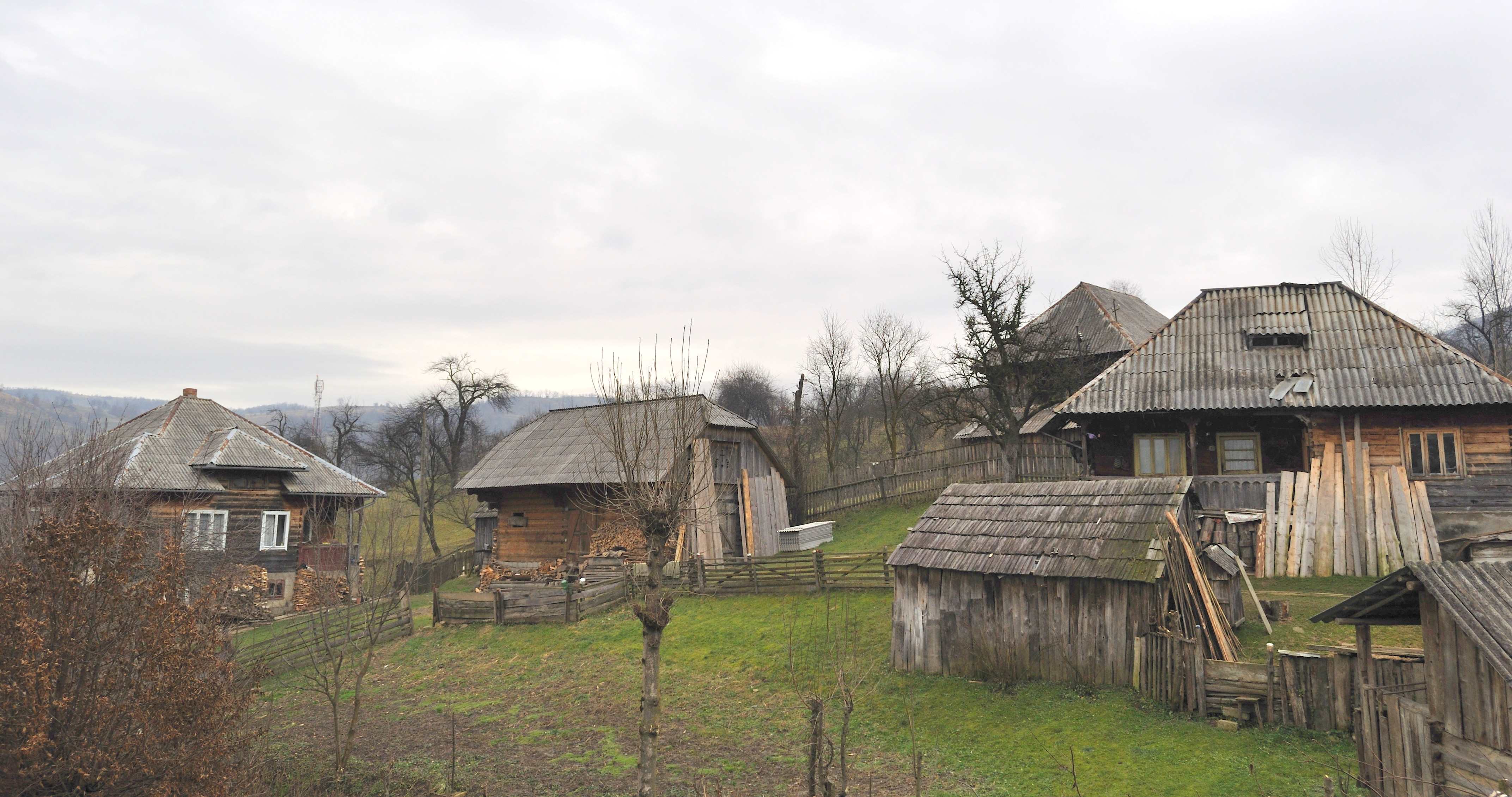
Împrejurimile bisericii